# Erongogebirge
Das Erongogebirge (auch Erongoberge, englisch Erongo Mountains), historisch Khoekhoegowab ǃOeǂgabKlicklaut, ist eine Bergformation vulkanisch-plutonischen Ursprungs in Namibia. Es liegt im Damaraland, südwestlich der Stadt Omaruru, südlich des gleichnamigen Flusses und östlich vom Kommunalgebiet der Damaras. Vom Erongogebirge leitet sich der Name der Region Erongo ab.

## Geographie

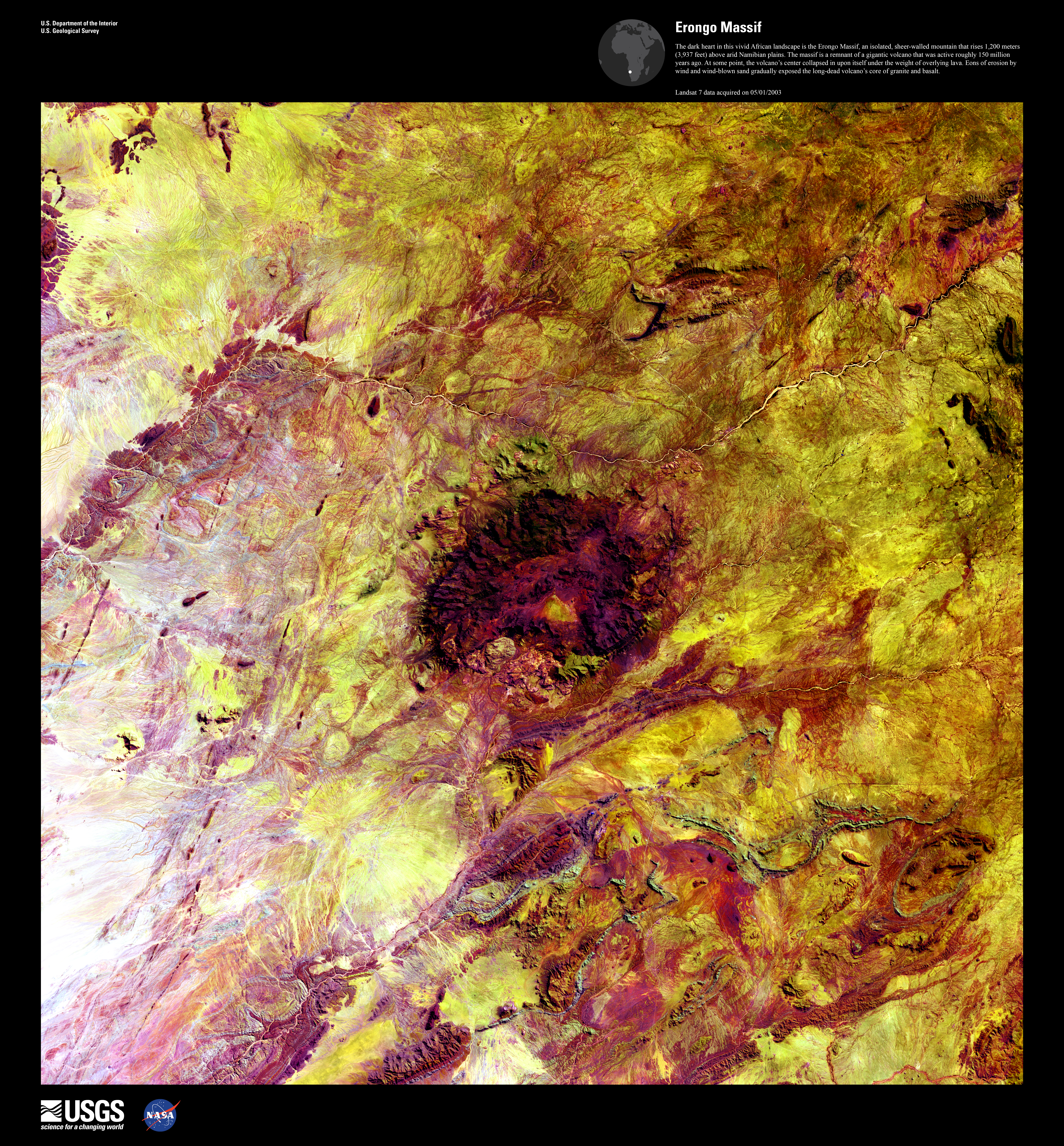
Das Erongomassiv (Landsat)

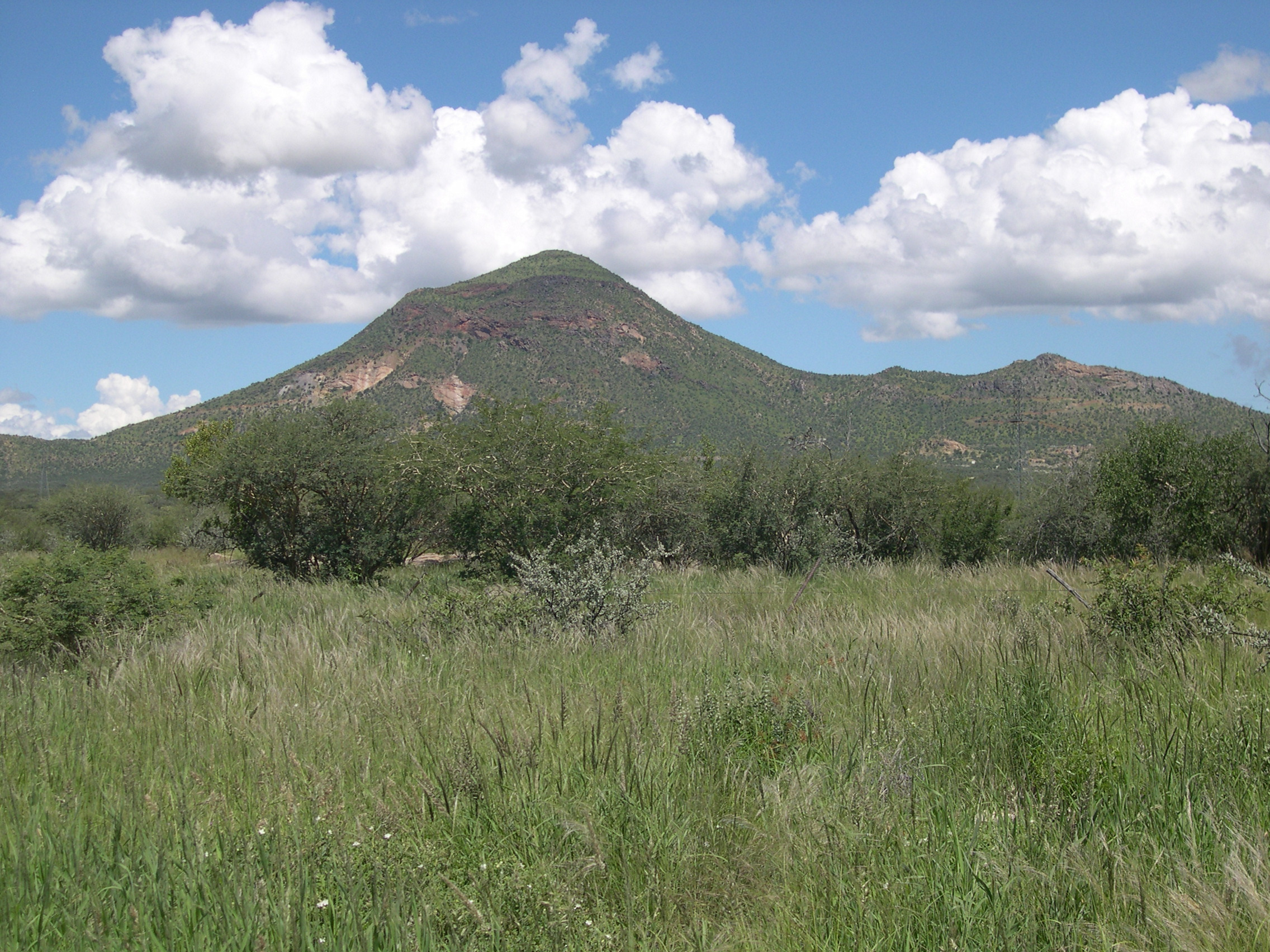
Krantzberg bei Omaruru, einer der markantesten Gipfel

Das Erongogebirge weist bei einem mittleren Durchmesser von 35–40 km annähernd ellipsoidale Form auf und bedeckt eine Fläche von ca. 1000 km². Es reicht von Omaruru (im Nordosten) bis zum trigonometrischen Punkt 1469,5 m (Kaichanab) in der Nähe der Kreuzung der Straßen D1927 und D1935 (im Südwesten), sein geographisches Zentrum befindet sich bei 21°40′ südlicher Breite und 15°40′ östlicher Länge. Weitere Orte in der näheren Umgebung sind Okombahe (rund 45 km nordwestlich des gedachten Mittelpunktes des Erongogebirges), Usakos (rund 40 km südlich) und Karibib (rund 40 km südöstlich dieses Mittelpunktes).

„Der Erongo erhebt sich als gewaltiger Klotz mehrere hundert, stellenweise über tausend Meter über die stetig zum Atlantik abfallende „Schiefe Ebene“ der Randstufenlücke […] Vor allem von Südwesten, Süden und Osten hat das Gebirge einen abweisenden und undurchdringlichen Charakter […], da seine gewaltige Außenwand nirgends von größeren Tälern durchbrochen zu sein scheint. Lediglich im Süden ergibt sich über das „Südliche Längstal“ eine natürliche Möglichkeit, das Innere des Gebirges zu erreichen […] Diese sonst geschlossene südliche Außenwand des Erongo erreicht die höchsten Höhen des gesamten Gebirges mit 2319 m im Hauptgipfel des Hohenstein.“

Ein 2206 m hoher, unbenannter Gipfel ist vom Hohenstein (ehemals Davibeck) durch die Turtle Rock Gorge getrennt. Zu den weiteren markanten Bergen im Erongogebirge gehören (Aufzählung im Uhrzeigersinn) zwei unbenannte Gipfel (2037 m und 1850 m) an der westlichen Außenwand des Erongo; der Grobe Gottlieb I und II (1746 m und 1694 m), der Krantzberg (1713 m) und die Omaruruberge an der Nordseite des Erongo; und schließlich die Etirospitze, der Lion’s Head bzw. die Onguati-Ecke (2072 m) sowie der Wilde Kopf (1566 m) und der Ameiber Hausberg (1591 m) an der südlichen Außenwand des Erongo.
Kontinuierlich wasserführende Flüsse existieren im Erongogebirge und dessen näherer Umgebung nicht. Eine allenfalls temporäre Wasserführung ist nur bei gelegentlich fallenden Niederschlägen zu verzeichnen, wenn die Flüsse, in dieser Region Riviere genannt, „abkommen“. Nördlich des Erongogebirges entwässert der Omaruru (früher Eisib), südlich der Khan, in den von Nordosten kommend der Etiro und von Nordwesten kommend der Davib fließen. Der Khan selbst ist der größte Nebenfluss des Swakop. Das einzige größere Rivier im Innern des Erongo ist der Okondeka.

## Geologie

### Aufbau
Wo die Außenwände des Erongogebirges noch erhalten sind, lässt sich meist derselbe Aufbau feststellen: während der unterste Teil der Außenwand entweder von Gesteinen des Grundgebirges oder vom Erongo-Granit gebildet wird, folgen darauf Basaltlagen wechselnder Mächtigkeit. Darüber werden porphyrische Decken angetroffen, die im Gipfelbereich meist in Ignimbrite übergehen. Die heutige Morphologie des Erongogebirges wird von der petrographischen Zusammensetzung der einzelnen Einheiten bestimmt. Harte Gesteine (dünnmächtige Basaltlagen, Porphyre) werden an den Wänden als Gesimse herauspräpariert oder als Felsplatten freigelegt. Insbesondere der Erongo-Granit findet sich dabei in Form von charakteristischen Glatthängen, wohingegen die Ignimbrite der Gipfellagen als nahezu senkrechte Felswände ausgebildet sind. Die weicheren Gesteine (der Großteil der grobporphyrischen Serien sowie Gesteine des Grundgebirges) sind von Schuttschleppen verhüllt. Dort, wo der Erongogranit keine Glatthänge bildet, wird er – insbesondere auf den Farmen Etemba, Anibib und Ameib – in Form der grandiosen Felsenburgenlandschaften angetroffen. Im Gegensatz zu seiner von außen geschlossenen Form zeigt sich das Innere des Erongogebirges als weite, in sich mehrfach gegliederte Ausraumlandschaft. Sie besteht aus elf mehr oder weniger ovalen, intramontanen Einzelbecken.

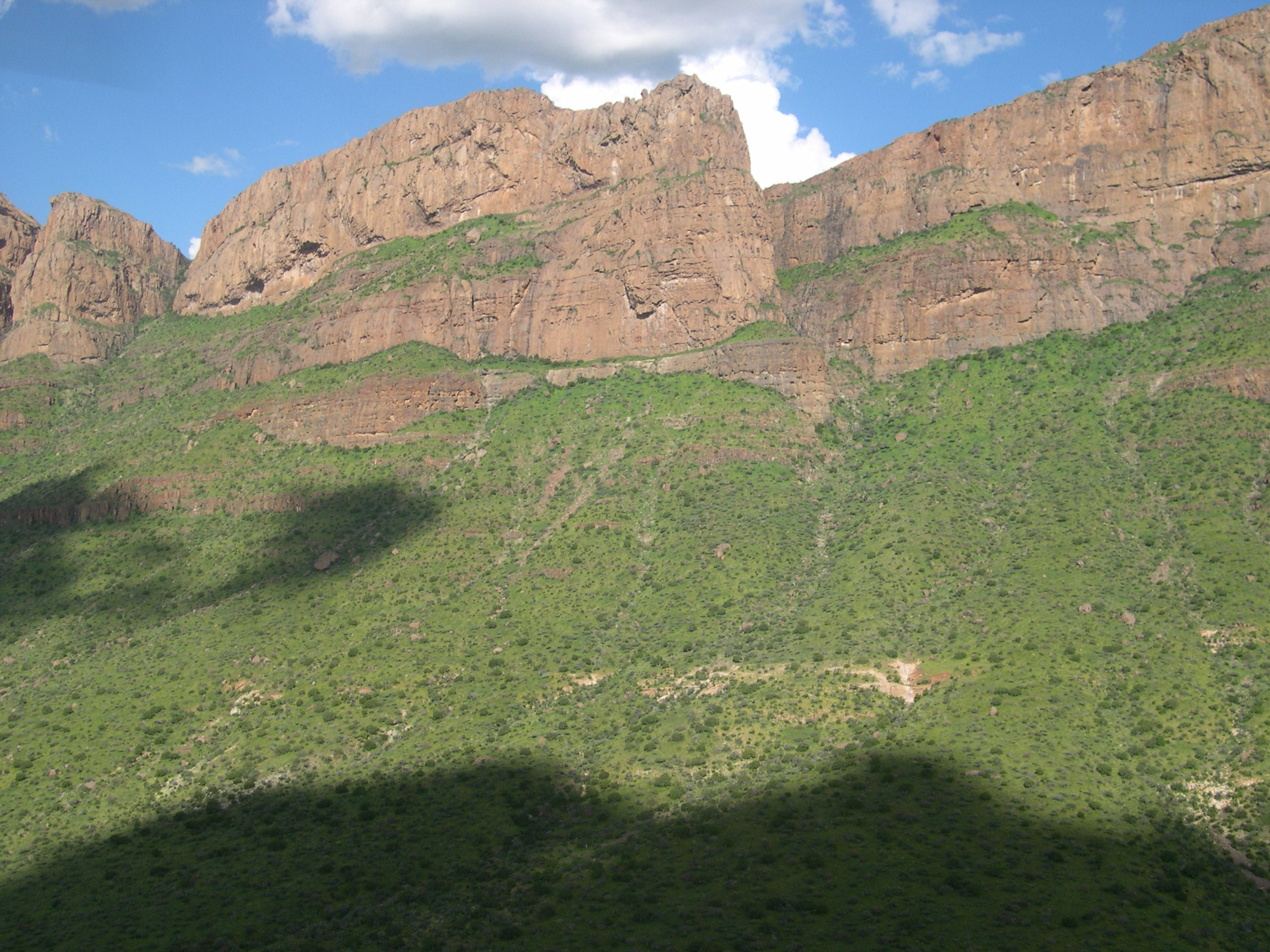
Steile Außenwände aus Vulkaniten
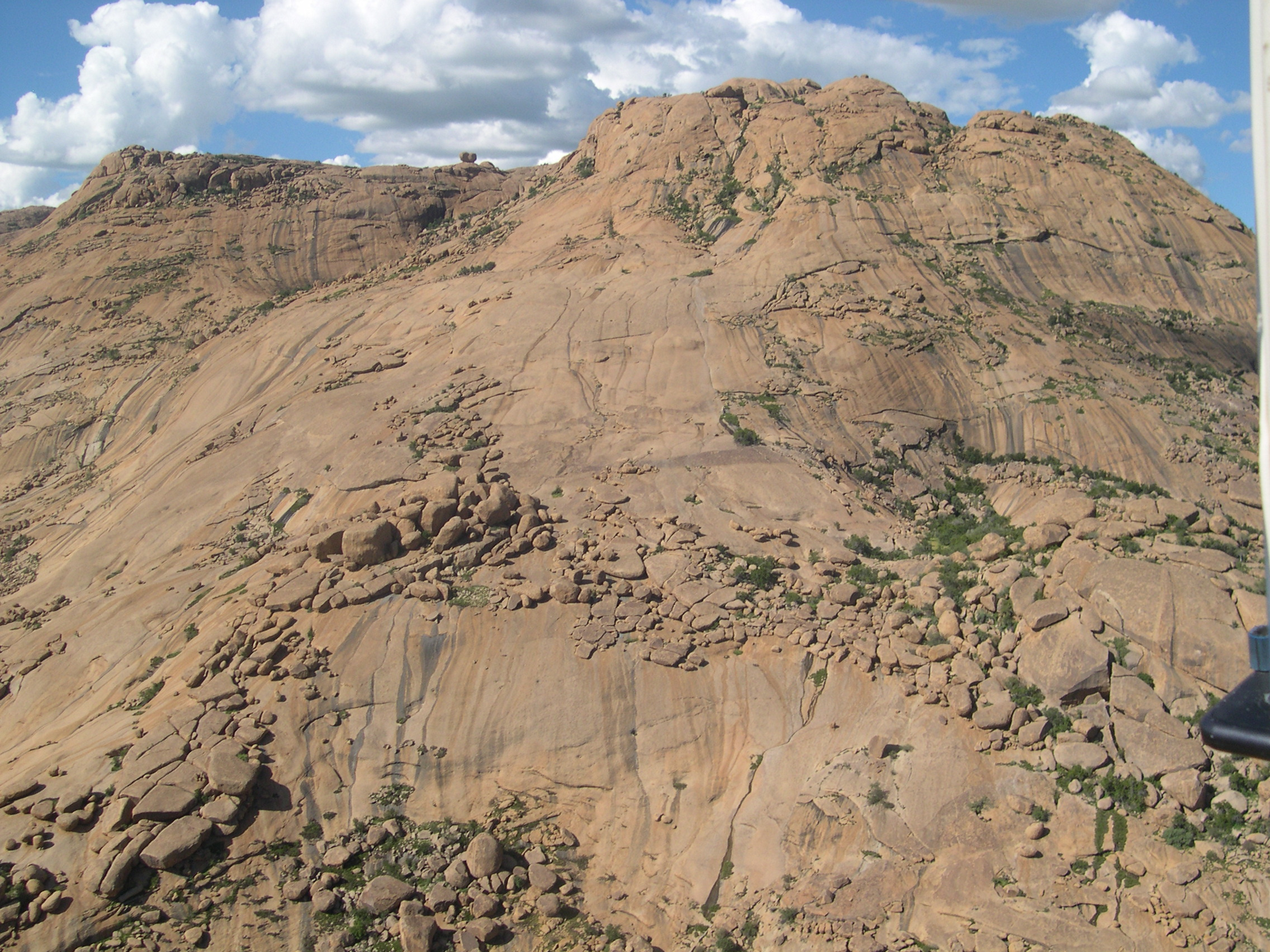
Erongo-Granit, ausgebildet als Glatthang
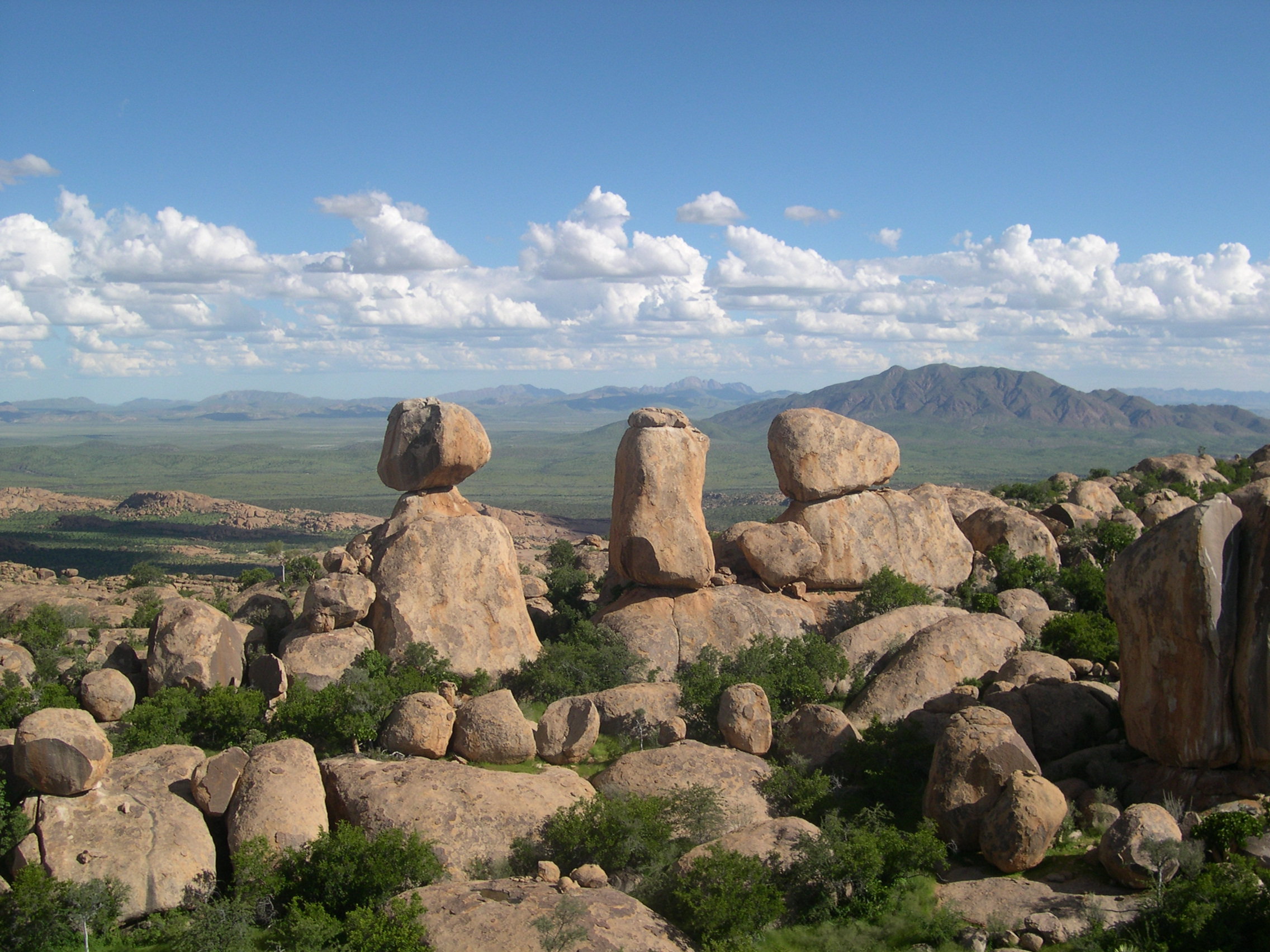
Erongo-Granit, ausgebildet als Felsenburgenlandschaft
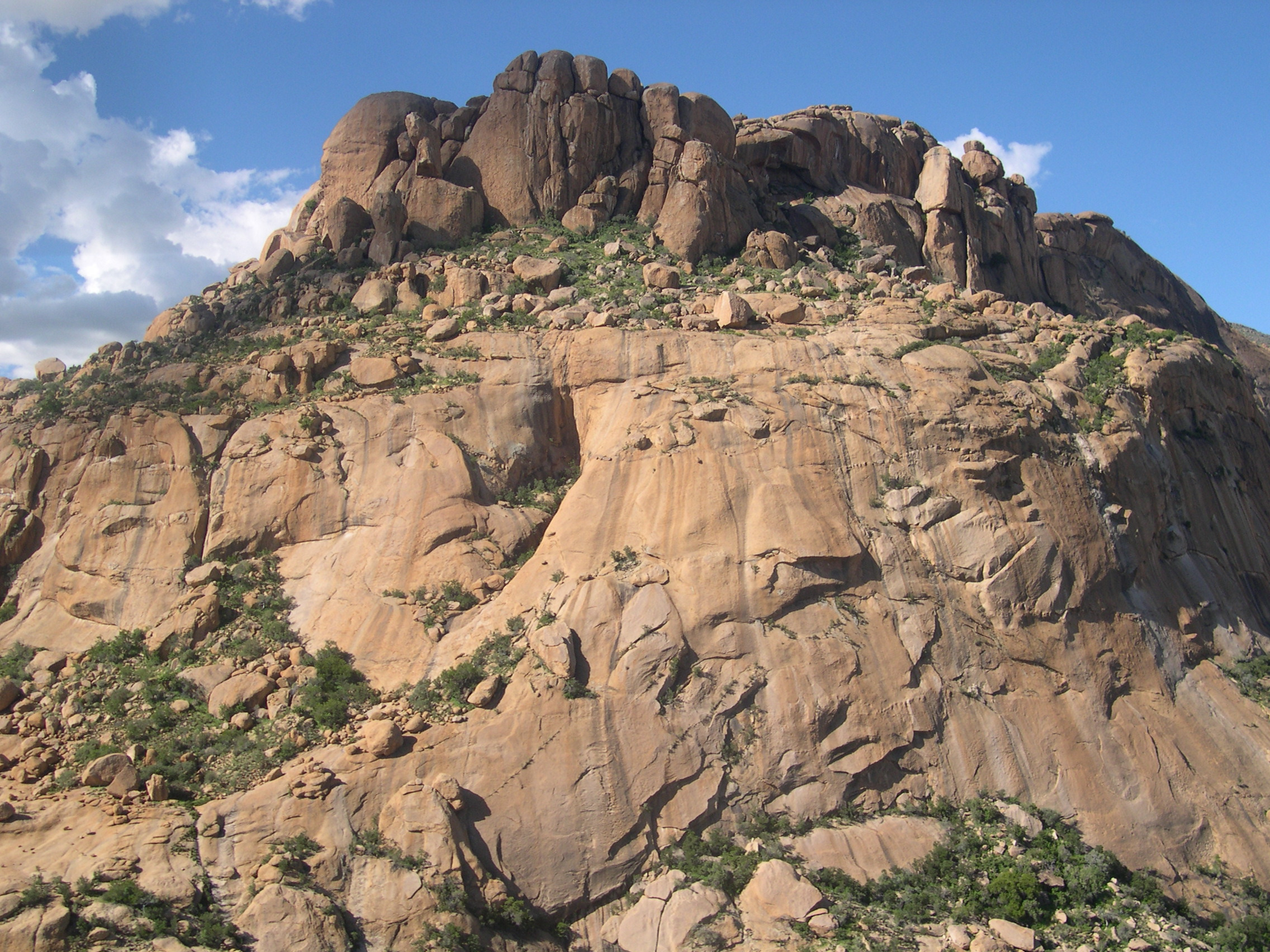
Erongo-Granit, Kombination aus Glatthang und Felsenburg
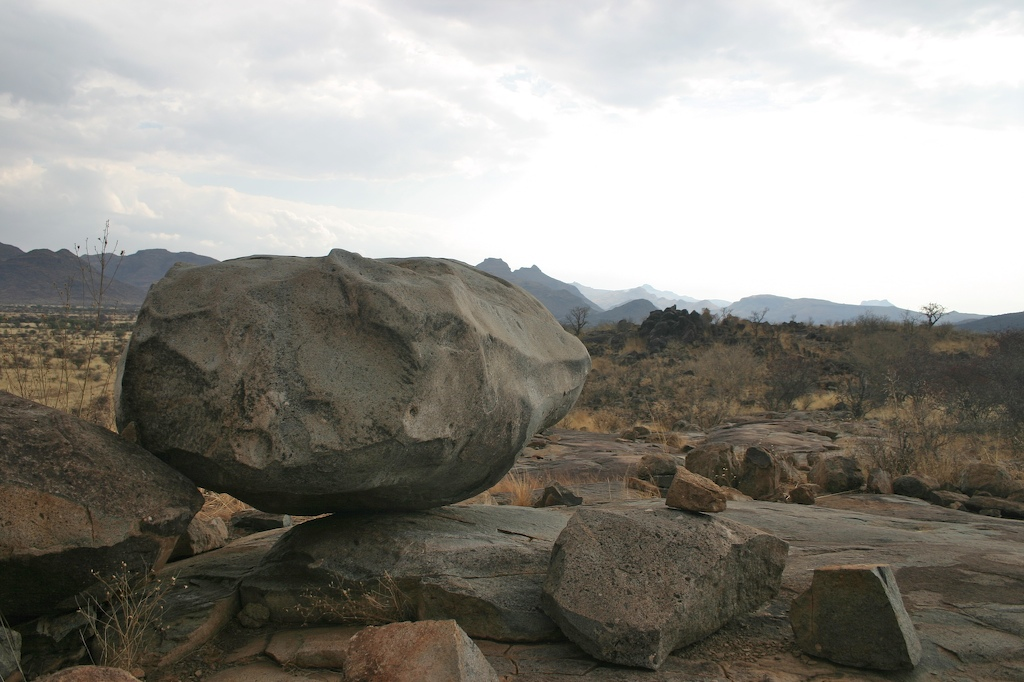
Anstehender Phonolith im Innern des Erongogebirges

### Entstehung

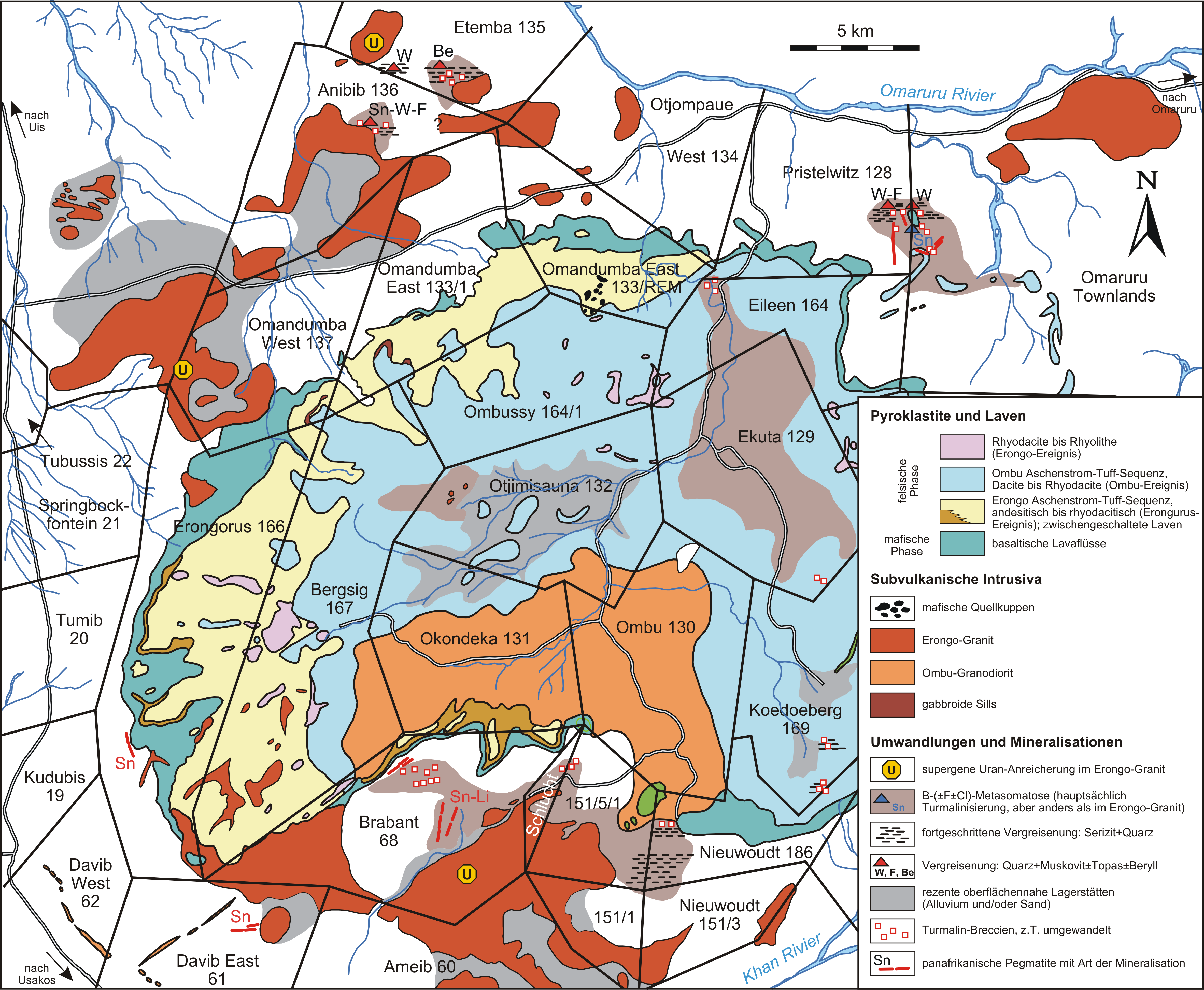
Geologische Übersichtskarte des Erongogebirges

Die Flutbasalte und die mit ihnen assoziierten felsischen Vulkanite der frühkretazischen Paraná-Etendeka-Provinz bilden eine bimodale Magmatische Großprovinz, welche sich während des Auseinanderbrechens des westlichen Gondwanakontinents, also bei der Trennung von Afrika und Südamerika, bildete. Mit diesem Flutvulkanismus ist eine Reihe von subvulkanischen Intrusivkomplexen vergesellschaftet, die besonders zahlreich und gut im namibischen Damaraland aufgeschlossen sind. Der Erongo-Komplex ist mit ca. 40 km Durchmesser der größte dieser Damaraland-Ringkomplexe, zu denen unter anderem auch der Brandberg und die Spitzkoppe; differenzierte basische Komplexe wie z. B. Cape Cross, Messum und Okenyenya; Karbonatit-Komplexe wie Kalkfeld, Okurusu, Ondurakorume und Osongombe sowie Alkali-Komplexe wie Paresis und Etaneno zählen. Verglichen mit dem ca. 450 Millionen Jahre alten Damaraland-Grundgebirge ist das Erongogebirge wesentlich jünger. Seine Entstehungsgeschichte beginnt am Ende des Jura mit dem erwähnten effusiven basaltischen Vulkanismus. Alle älteren Gesteine wurden dabei von Lavaströmen überzogen, die den heutigen Saum des Erongogebirges bildet. Im Folgenden durchbrachen jüngere vulkanitische und plutonitische (subvulkanitische) Schmelzen diese Fläche und erhärteten auf der Basaltschicht in einem bis zu 400 m hohen Oberbau. Der Förderkanal dieser Schmelzen liegt im Becken von Ombu und besteht aus einem enormen Granodioritstock. Aufgrund der schnellen Förderung kam es zu einem Massendefizit im Grund, welches den Einbruch des Oberbaus zur Folge hatte. Diese Absenkung war im Herdbereich am größten, weshalb eine Lavaschüssel bzw. Caldera entstand. Jene Entwicklung wurde von einem intrusiv-explosiven rhyolithischen Vulkanismus begleitet, wovon unter anderem Ignimbrite und Tuffe zeugen. Die ehemaligen Außenwände des Vulkangebäudes sind durch die Erosion abgetragen worden. Lediglich der Kern der ursprünglichen Caldera-Struktur ist noch vorhanden. Sie wird im Nordwesten von einem halbkreisförmigen Ring-Dyke (ringförmiger Gesteinsgang) aus tholeiitischem Dolerit umgeben, der einen Durchmesser von ca. 50 km aufweist und dessen Ausdehnung bis zur Waterberg-Omaruru-Störungszone reicht, einer NE-SW-streichenden Störung, die eines der wichtigsten Lineamente des Damara-Grundgebirges darstellt.
Der Erongo-Komplex besteht aus drei dominierenden morpho-strukturellen Einheiten:
- einem vor allem aus Vulkaniten aufgebauten Zentralmassiv von ca. 30 km Durchmesser,
- mehreren um das Zentralmassiv verteilten peripheren Granitintrusionen und
- einem prominenten halbkreisförmigen Ringdike aus tholeiitischem Dolerit von ca. 50 km Durchmesser.

Die Platznahme des Erongo-Komplexes erfolgte entlang des Waterberg-Omaruru-Lineamentes, welches während der neoproterozoischen Damara-Orogenese entstand und die Grenze zwischen zwei litho-tektonischen Zonen des Damara-Belt bildet. Das Nebengestein besteht aus neoproterozoischen Metasedimenten (pelitischen Kuiseb-Schiefern und Metagrauwacken) der Damara-Sequenz und posttektonischen S-Typ-Graniten frühkambrischen Alters (Damara-Granit).
Der Erongo-Komplex zeichnet sich durch eine große Vielfalt an Gesteinen aus und umfasst sowohl felsische Vulkanite als auch Plutonite (Subvulkanite), welche die zur Etendeka Group gehörende basaltische Laven entweder überlagern oder intrudierten. Es können drei wesentliche stoffliche Gruppierungen unterschieden werden:
- Tholeiite mit basaltischer bis andesitischer Zusammensetzung,
- Vulkanite mit dazitischer, trachydazitischer und rhyolithischer Zusammensetzung und die chemisch äquivalenten, granodioritischen und granitischen Intrusivgesteine sowie
- alkalibasaltisch zusammengesetzte Gang- und Intrusivgesteine (Basanite, Tephrite, Phonotephrite, Foidite und Trachyte).

Mit Ausnahme des Ringdike-Dolerits stellen diese Gruppierungen zeitlich aufeinander folgende Einzelphasen vulkanisch-plutonischer Aktivität dar. Die Basis des Erongo-Komplexes wird von tholeiitischen Basalten gebildet, deren Platznahme wahrscheinlich am Ende des Juras (vor ca. 145 Millionen Jahren) stattfand und die im Südosten des Komplexes eine Maximalmächtigkeit von 300 m erreichen. Der basaltische Vulkanismus wurde von einem intrusiv-effusiven Magmatismus abgelöst, der in mehreren Schüben rhyodazitisch bis rhyolithisch zusammengesetzte Gesteine förderte, wobei Einzelheiten des Fördermechanismus von den einzelnen Bearbeitern kontrovers diskutiert werden. Einerseits wird der postbasaltische Vulkanismus in zwei Ereignisse unterteilt, wobei auf die großvolumige Förderung rhyodazitischer Laven rhyolithische Ignimbrit-Eruptionen folgten, andererseits wird der postbasaltische Vulkanismus in drei Einzelereignisse gegliedert, wobei alle geförderten Vulkanite als Pyroklastite angesehen werden.
Bei der letzteren Variante wurden zunächst andesitische bis rhyodazitische Vulkanite gefördert (Erongorus-Ereignis mit den Erongo-Aschenstrom-Tuffen, EAFT), denen Vulkanite mit rhyodazitischer bis rhyolithischer Zusammensetzung des nachfolgenden Ombu-Ereignisses (Ombu-Ereignis mit den Ombu-Aschenstrom-Tuffen, OAFT) folgten. Die EAFT stehen im Norden, Westen und Südwesten des Erongo-Komplexes an und erreichen ihre Maximalmächtigkeit im westlichen Teil. Die OAFT treten nahezu im gesamten Komplex auf und liegen nur im Zentrum auf dem EAFT, während sie im Osten, Nordosten und Südosten direkt die Basisbasalte überlagern und Maximalmächtigkeiten von bis zu 500 m erreichen. Der Ombu-Granodiorit stellt das Intrusiväquivalent der OAFT bzw. Rhyodazite dar. Er bildet das Zentrum des Erongo-Komplexes in Form eines ca. 6 × 15 km umfassenden Stocks. Rheomorphe Rhyolithe (Erongo-Ereignis) überlagern die EAFT im Westen und Südwesten und die OAFT im Osten. Diese Gesteine (rhyolithische Tuffe und Ignimbrite) stellen das Extrusiväquivalent des Erongo-Granits dar, der nur am Rand des Erongo-Komplexes intrudiert ist.
Die dritte und stratigraphisch jüngste Gruppe wird von tholeiitischen und alkalibasaltischen Gang- und Intrusivgesteinen gebildet. Dazu gehört ein Ringdike, der eine maximale Mächtigkeit von ca. 200 m und einen Durchmesser von ca. 50 km erreicht. Die Bildung des den Erongo-Komplex halbkreisförmig umgebenden Ringdikes scheint ebenfalls eine Folgeerscheinung eines Caldera-Einbruchs zu sein. Neben dem Ringdike treten im Erongo-Komplex eine Vielzahl von Gängen und Lagergängen mit basaltisch- bis rhyolithischer Zusammensetzung auf. Das jüngste Ereignis ist die Intrusion überwiegend alkalibasaltischer Magmatite. Diese treten im Norden des Erongo-Komplexes sowohl als Gänge als auch als Stöcke auf.
Der saure Magmatismus im Erongo-Komplex weist eine Dauer von nur wenigen Millionen Jahren – möglicherweise sogar weniger als 2 Ma – auf. Im regionalen Kontext betrachtet deuten die Resultate von Altersdatierungen in den größten Komplexen des Damaralandes (Erongo, Brandberg, Paresis, Messum) darauf hin, dass der saure Magmatismus simultan mit dem Höhepunkt der Flutbasalt-Effusion in der Etendeka-Provinz vor ca. 132 Ma begann und vor ca. 130 Ma endete.

## Geschichte

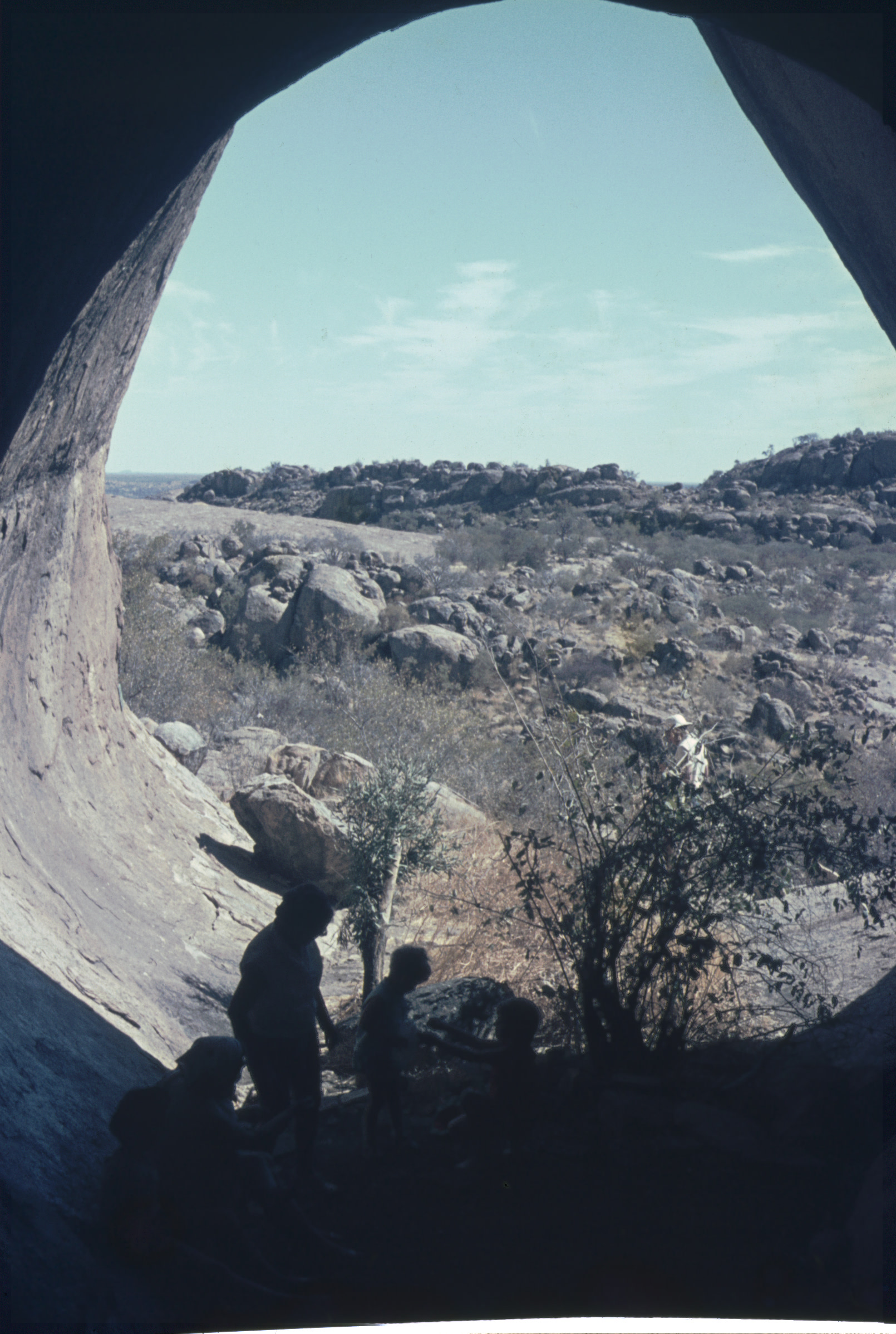
Blick aus der Paula-Höhle

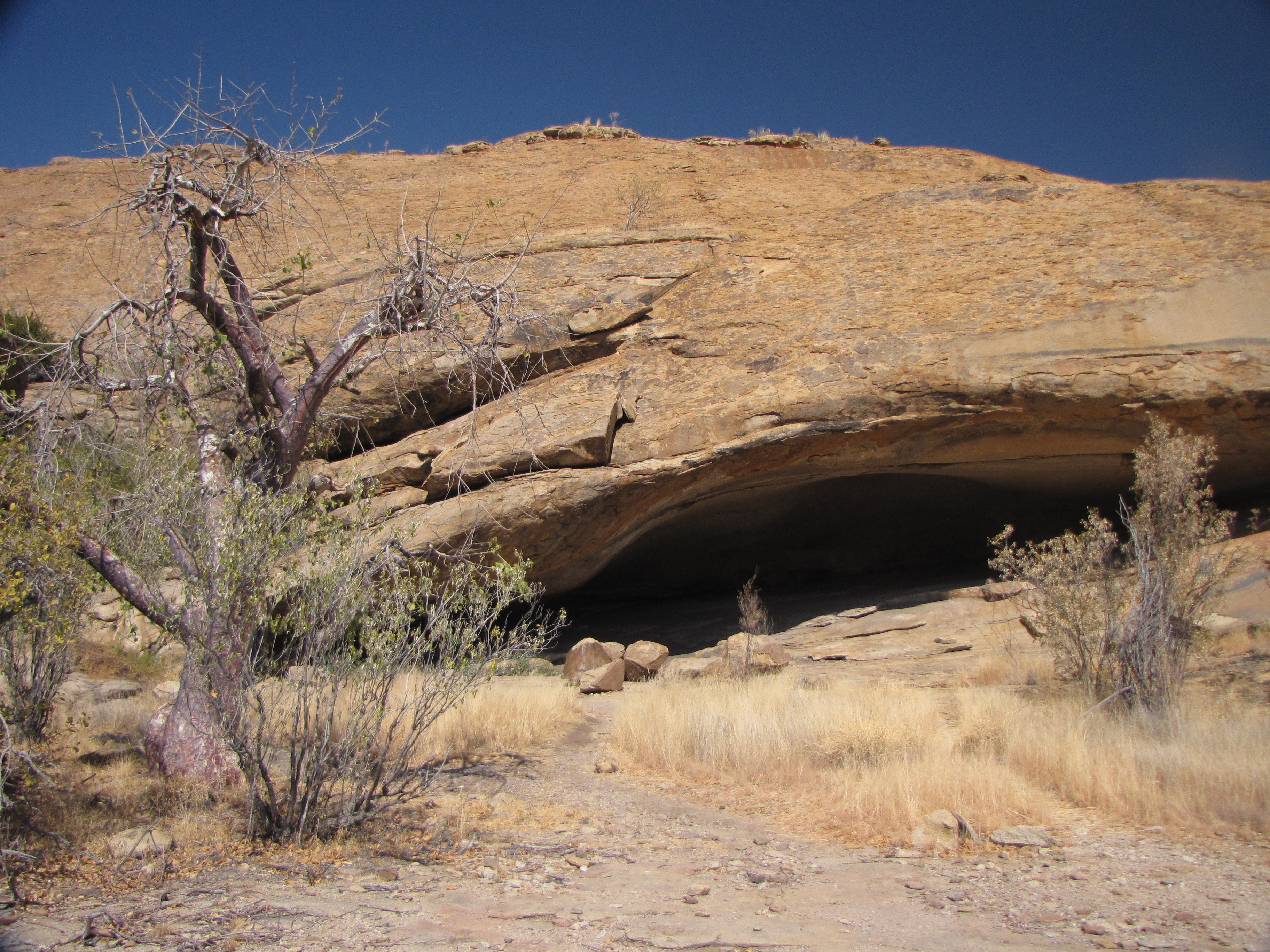
Phillips-Höhle

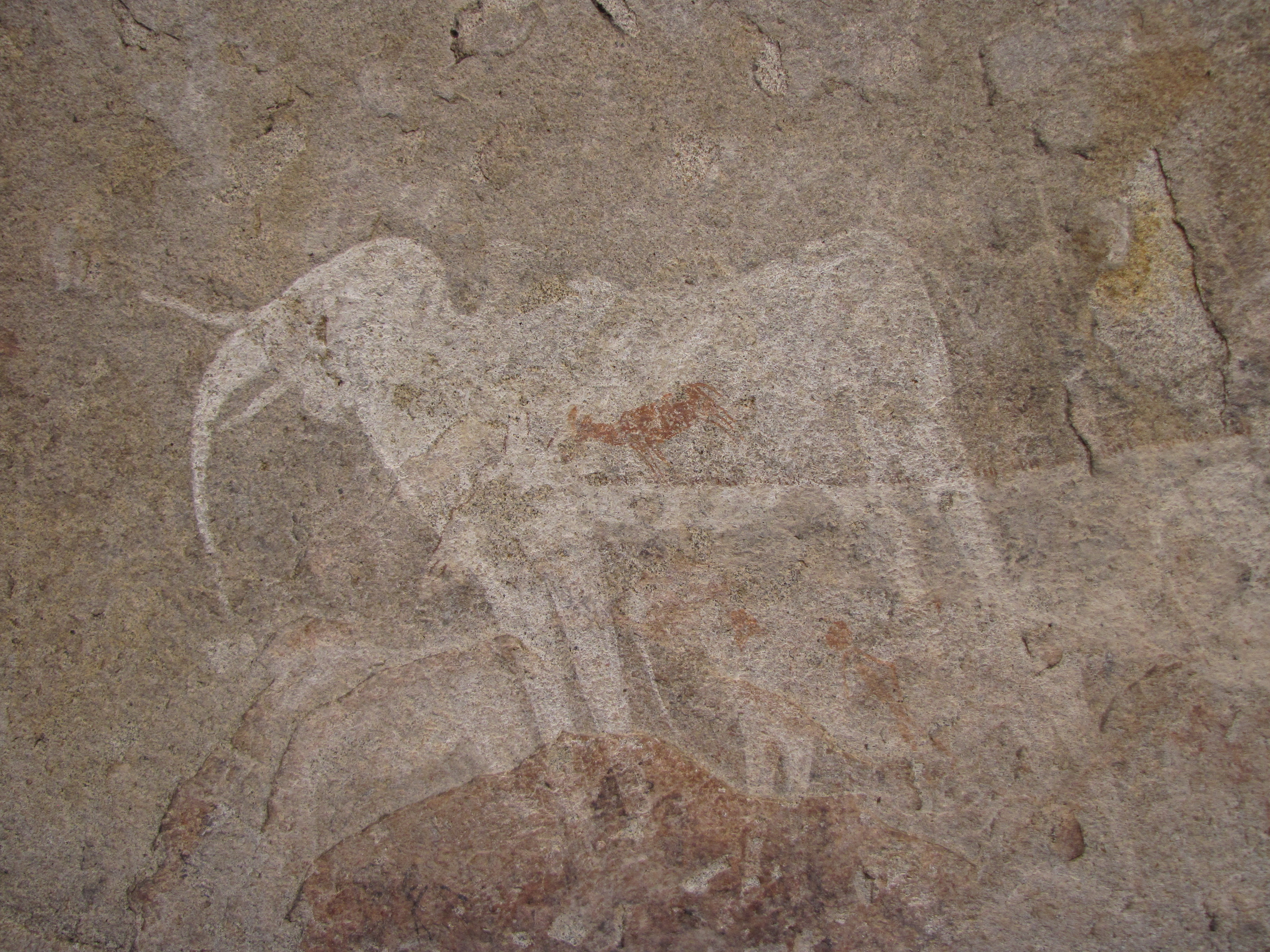
Phillips-Höhle: „Weißer Elefant“

In der C1-Periode der Jungsteinzeit (zwischen 4400 und 1200 v. Chr.) werden im südlichen Afrika Steinwerkzeuge, Steinkerne, Straußeneierschalen, Keramik sowie erste Felsmalereien und -ritzungen angefertigt. Im Erongogebirge zeugen solche Felsmalereien und Werkzeugfunde davon, dass schon in der Jungsteinzeit Teile des Gebirges – wie überhaupt die trockenen Landstriche Südwestafrikas – zumindest temporär besiedelt waren und Vorfahren der heutigen San und Damara schon vor tausenden von Jahren Lebensraum und Heimat waren. Besonders im niederschlagsarmen Winter stellten die wasserundurchlässigen Pfannen im Erongo-Granit, die sich in der Regenzeit füllen, lange eine zuverlässige Wasserversorgung dar. Ein weiterer Grund für die temporäre Besiedelung des Erongo durch die San ist der Wildreichtum der Gegend. Im felsigen Gebirge übernachteten die San bevorzugt in Höhlen oder Felsspalten, wobei die auf der Farm Ameib liegende, 15 m tiefe, 35 m lange und 7 m hohe Phillips-Höhle eine solche Wohnstätte der San bildete.
In den Jahren 1885/85 entdeckt der Missionar Carl Gotthilf Büttner (Rheinische Missionsgesellschaft) die Felsmalereien in der Phillips-Höhle, die vom französischen Forscher Abbé Henri Breuil im Jahre 1957 als vorgeschichtlich interpretiert werden. Mit Hilfe der Radiokarbonmethode wird ihre Entstehung auf 3368 ± 200 Jahre v. Chr. datiert. Die bekannteste Abbildung zeigt einen weißen Elefanten, in den – wahrscheinlich nachträglich – eine rote Antilope gezeichnet wurde. Weiterhin finden sich Malereien von Giraffen, Nashörnern, Straußen, Springböcken, Kudus und auch sechs menschliche Handabdrücke.
Eine weitere Höhle mit ähnlichen Felsmalereien ist die auf privatem Farmland der Farm Okapekaha in den Klippdachs-Bergen nahe Omaruru liegende Paula-Höhle. Die Paula-Höhle bot den San sowohl Schutz als auch einen Panoramablick der Umgebung. Möglicherweise hatte der Platz auch eine spirituelle Bedeutung zur Durchführung ritueller Tänze – und die Höhle diente mit den Felsmalereien zur Aufzeichnung dieser Rituale. Henri Breuil besuchte 1950 auch die Paula-Höhle und kommentierte die Malereien wie folgt: „Die Felsmauer auf der linkes Seite der Höhle ist vertikal und deutlich konkav. Hinter den Malereien mehrerer großer, rothaariger Menschen mit relativ langen Körpern erscheinen verschiedene Tiere, darunter Elefanten und Nashörner. Weiter dahinter ist eine Gruppe schwarzer Männer mit Pfeilen zu sehen. Diese Malereien sind jünger und nur dann sichtbar, wenn sie befeuchtet werden. Darüber und weiter hinten in der Höhle findet sich eine Reihe kleiner, tierköpfiger und sehr mobiler Menschen in Rot, die sich einer Art von Mantis-Tanz hingeben.“ Von besonderer Berühmtheit ist der „Weiße Elefant“ in der Phillips-Höhle. Die Felszeichnungen in der Phillips- und der Paula-Höhle sind ebenso wie die Felszeichnungen auf der Farm Etemba (Heimgrotte und Etembagrotte) National Monuments of Namibia im Bereich „Felsenkunst“. Bekannte Felszeichnungen gibt es auch auf den Farmen Anibib und Omandumba East.
Die Untersuchungen von Richter haben gezeigt, dass die jeweiligen Umweltbedingungen zu ganz unterschiedlichen kulturellen Reaktionen in der Lebensweise steinzeitlicher namibischer Jäger und Sammler führten. So war das Erongogebirge im Gegensatz zur Atlantikküste, Namibküste und zur Randnamib sowohl im Sommer als auch im Winter besiedelt. Typische Siedlungslagen waren Kolke (für mittelgroße, hochmobile Gruppen im Sommer) und Flussbetten (für kleine, wenig mobile Gruppen im Winter). Als Nahrungsquellen wurden Antilopen und Großsäuger sowie Samen, Knollen und Früchte nachgewiesen, wobei die Jagdaktivität sowohl im Sommer als auch im Winter mittelhoch war, die Sammelaktivität im Sommer hingegen sehr hoch, während sie im Winter fast zum Erliegen kam. Im Winter war hingegen die Schmuckproduktion sehr hoch.

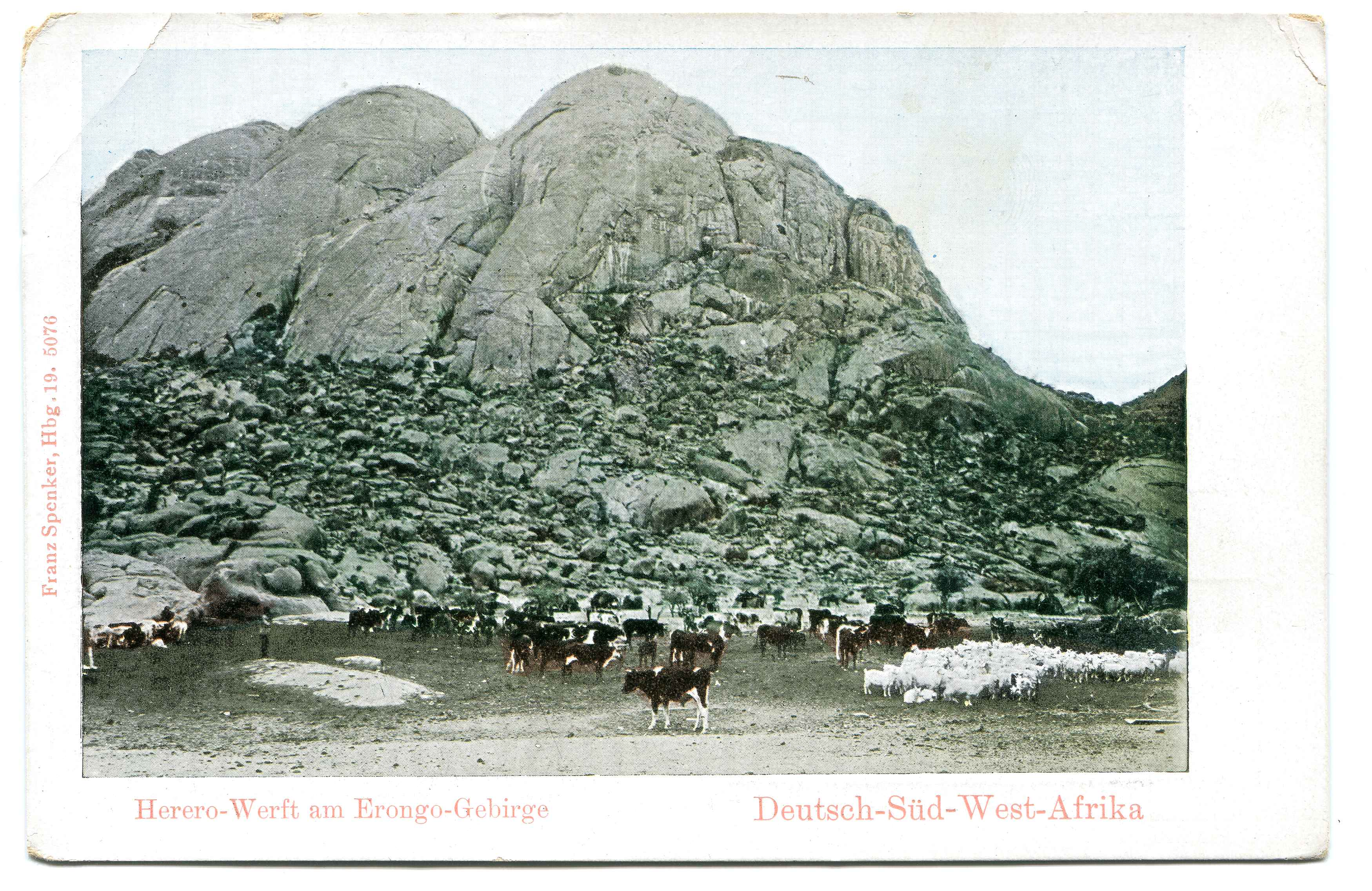
Traditionelle Herero-Siedlung (Werft) im Erongogebirge

Zwar haben portugiesische Seefahrer das Land  bereits im 15. Jahrhundert für Europa entdeckt – eine nennenswerte Besiedelung blieb jedoch wegen der unwirtlichen Verhältnisse in den Küstenregionen lange Zeit aus. Im 17. Jahrhundert beginnend drangen im Zuge zahlreicher afrikanischer Völkerwanderungen Stämme der Herero, Nama, Orlam und Ovambo in das heutige Namibia ein. Eine stärkere Zuwanderung europäischer Siedler (darunter auch aus dem deutschen Sprachraum) setzte erst im ausgehenden 19. Jahrhundert ein. Aus dieser Zeit stammt die Aufteilung des Gebietes in Farmen, die auch heute noch Bestand hat. Bis in die jüngste Vergangenheit wurde von ihnen sowohl Rinder- als auch Schafzucht (Karakul) betrieben. Nach wie vor wird das Damaraland (und damit auch Bereiche des Erongogebirges) aber überwiegend von den Damara bewohnt, die zusammen mit den San zu den ältesten Einwohnern Namibias gezählt werden. Die im Damaraland lebenden Damara – deren wirtschaftliche Basis die Ziegenhaltung ist – gehören zu den ärmsten Volksgruppen in Namibia. Weite Teile des Damaralands sind heute stark überweidet. Als Probleme stellen sich dar, dass die Weidewirtschaft einerseits nicht ohne Bewässerung funktioniert und andererseits zu Überweidung und großflächiger Verbuschung des Nutzlandes und im Extremfall zur Desertifikation führt.

## Hans Cloos und der Erongo
Mit dem Terminus Erongo ist auch der Name des berühmten deutschen Geologen Hans Cloos (1885–1951) – und umgekehrt – verbunden. Nach seinem Studium, noch vor dem Ersten Weltkrieg, hatte ihm sein Onkel, Regierungsbergrat im damaligen Deutsch-Südwestafrika, zu Forschungsarbeiten in Südwestafrika eingeladen. Dort konnte Cloos seine im Studium erworbenen Kenntnisse in der Praxis vertiefen und erforschte unter anderem das Erongogebirge. Im Resultat entstand eine der ersten Beschreibungen der Physiographie und Geologie der Erongoberge mit detaillierten Gesteinsbeschreibungen und zahlreichen geologischen Skizzen sowie den ersten Schwarzweißfotografien der Erongoeberge. Nur acht Jahre später veröffentlichte Cloos eine umfassende Monographie über den Erongo, die auch die erste farbige geologische Karte der Region enthielt. In seinem legendären „Gespräch mit der Erde“ ging Cloos noch einmal ausführlich auf die „Sphinx Erongo“ ein.

## Klima

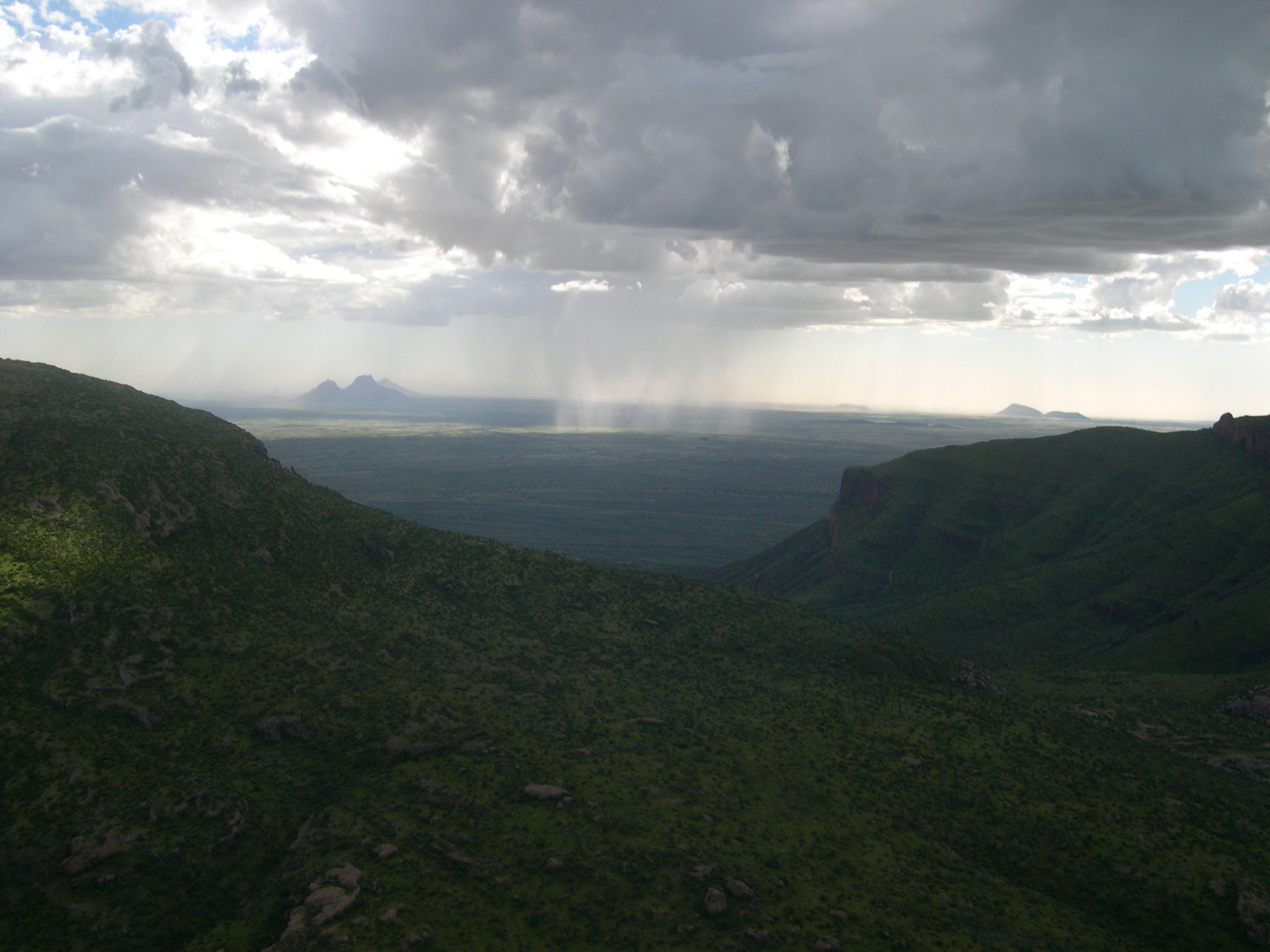
Starkregen zwischen Erongogebirge und Spitzkoppe

Im Erongo fallen im langfristigen Mittel jährliche Niederschläge in Höhe von 200–300 mm. Der Winter ist trocken, der Großteil der Niederschläge fällt in den Sommermonaten Januar bis März. Im Oktober/November kann eine „Kleine Regenzeit“ vorgeschaltet sein. Typisch für den Erongo ist eine Unter- bzw. Überschreitung der Mittelwerte von 200–300 mm in z. T. erheblichem Maße. So fielen auf dem Gebiet der nördlich des Erongo gelegene Farm Okandjou in der Regenzeit 1972/72 lediglich 188 mm Niederschlag, während hier ein Jahr später mit 521 mm Gesamtjahresniederschlag mehr als das Doppelte des statistischen Mittels fiel. Die Niederschläge fallen nicht nur unzuverlässig und im Jahresverlauf streng rhythmisch (extrem trockene Winter und Niederschlagskonzentration auf die Sommermonate), sondern sind auch in der Niederschlagsperiode so ausgebildet, dass immer wieder sehr regenreiche Perioden mit solchen völliger Trockenheit abwechseln. Die Niederschläge fallen oft lokal sehr konzentriert und regnen häufig nur aus einer einzigen Wolke ab. So gingen am 1. April 1974 auf der Farm Ombu 30 mm Regen nieder, während die Nachbarfarm Koedoeberg nicht einen Tropfen erhielt.
Als Beispiel für das Klima im Erongogebirge sollen die Daten für die Stadt Omaruru dienen. Der Klimaklassifikation nach Köppen und Geiger zufolge ist das Klima in Omaruru vom Typ BWh – es herrscht also Wüstenklima mit ganzjährig kaum Niederschlägen. Im Jahresdurchschnitt ist eine Temperatur von 20,5 °C zu verzeichnen. Über das Jahr verteilt summieren sich die Niederschläge zu 307 mm. Der niederschlagärmste Monat (0 mm) ist der Juli, der Monat mit den meisten Niederschlägen ist der Februar (79 mm). Im niederschlagsreichsten Monat Januar fallen also durchschnittlich 72 mm mehr Niederschlag als im trockensten Monat Juli. Im Jahresschnitt erweist sich der Januar mit einer mittleren Temperatur von 24,3 °C als am wärmsten, wohingegen der Juni mit Temperaturen von durchschnittlich 15,5 °C der kälteste Monat ist. Damit ist der wärmste Monat im Durchschnitt um 8,8 °C wärmer als der kälteste Monat.
|                        | Jan   | Feb  | Mär  | Apr  | Mai  | Jun  | Jul  | Aug  | Sep  | Okt  | Nov  | Dez  |   |      |
| Mittl. Temperatur (°C) | 24,3  | 23,3 | 22,8 | 21,1 | 17,8 | 15,5 | 15,7 | 17,1 | 20,0 | 22,1 | 23,4 | 24,2 | ⌀ | 20,6 |
| Mittl. Tagesmax. (°C)  | 31,5  | 29,8 | 29,1 | 28,0 | 25,3 | 22,8 | 23,4 | 25,3 | 28,9 | 30,8 | 31,4 | 32,6 | ⌀ | 28,2 |
| Mittl. Tagesmin. (°C)  | 17,0  | 16,8 | 16,6 | 14,3 | 10,3 | 8,2  | 8,0  | 9,8  | 11,1 | 13,5 | 15,4 | 16,0 | ⌀ | 13,1 |
|                        |       |      |      |      |      |      |      |      |      |      |      |      |   |      |
| Niederschlag (mm)      | 72,01 | 79,0 | 78,0 | 26,0 | 1,99 | 2,97 | 0,09 | 0,98 | 1,98 | 4,98 | 18,0 | 21,0 | Σ | 307  |
|                        |       |      |      |      |      |      |      |      |      |      |      |      |   |      |
| Sonnenstunden (h/d)    | 8     | 9    | 8    | 9    | 10   | 10   | 10   | 10   | 10   | 10   | 10   | 10   | ⌀ | 9,5  |
|                        |       |      |      |      |      |      |      |      |      |      |      |      |   |      |
| Regentage (d)          | 10,5  | 9,8  | 7,7  | 4,4  | 1,6  | 1,9  | 0,1  | 0,3  | 0,9  | 2,5  | 4,4  | 5,1  | Σ | 49,2 |
|                        |       |      |      |      |      |      |      |      |      |      |      |      |   |      |
| Luftfeuchtigkeit (%)   | 49,6  | 55,5 | 56,9 | 50,6 | 41,8 | 39,6 | 36,3 | 32,6 | 31,7 | 34,9 | 40,0 | 42,6 | ⌀ | 42,6 |

| 17,0 |

| 16,8 |

| 16,6 |

| 14,3 |

| 10,3 |

| 8,2 |

| 8,0 |

| 9,8 |

| 11,1 |

| 13,5 |

| 15,4 |

| 16,0 |

| 17,0 |

| 16,8 |

| 16,6 |

| 14,3 |

| 10,3 |

| 8,2 |

| 8,0 |

| 9,8 |

| 11,1 |

| 13,5 |

| 15,4 |

| 16,0 |

## Ökologie

### Flora

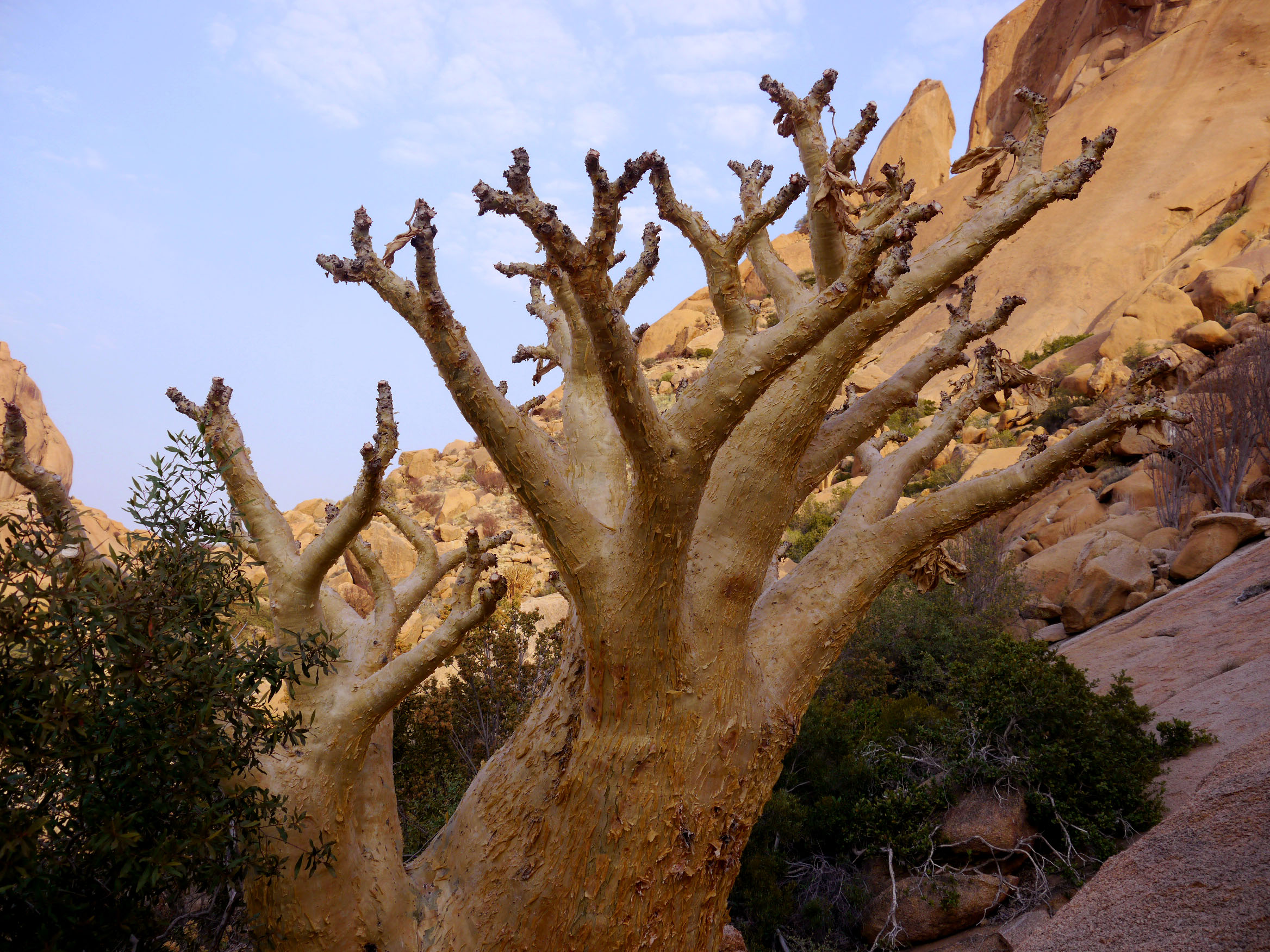
Botterboom (Cyphostemma currorii)

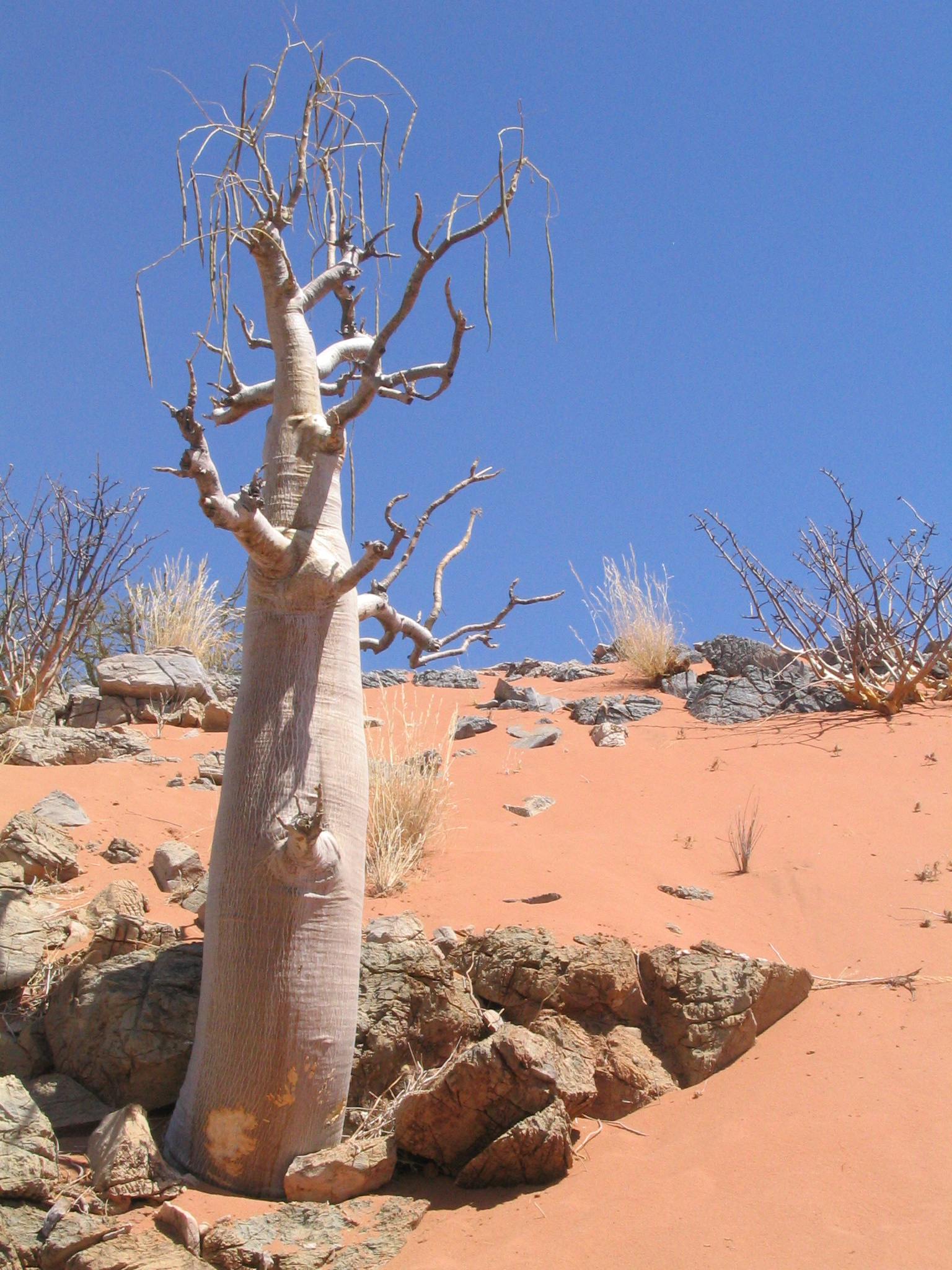
Sprokiesboom (Moringa ovalifolia)

Über den Großteil des Erongogebirges erstreckt sich Trockensavanne mit bodennahen Büschen und Sträuchern. Sobald es zu Regenfällen kommt, wachsen außerdem diverse Savannengräser. Besonders erwähnt werden sollen hier die Kobas und der Sprokiesboom, die ebenso auffällig wie kennzeichnend für das Erongogebirge sind.
Die Kobas oder auch Botterboom bzw. Butterbaum (Cyphostemma currorii) ist ein bis zu drei Meter hoher Baum, der hauptsächlich auf felsigem Untergrund anzutreffen ist. Der Saft, der aus dem Stamm austritt, wird genutzt, um Rinderräude und dermatologische Krankheiten zu behandeln. Die von der Nature Conservation Ordinance of Namibia geschützte Kobas trägt im Zeitraum von Oktober bis Mai Früchte und Blätter.
Ebenso verbreitet ist auch der Sprokiesboom (Moringa ovalifolia), der eine Höhe von maximal acht Metern erreicht und vor allem an klippenhaften Steilhängen wächst. Sein besonderes Erscheinungsbild wird durch die unverhältnismäßige Dicke des Stammes, einem Durchmesser bis zu einem Meter, erzeugt. Der Sprokiesboom ist für sein Samenöl bekannt, das antibiotische Substanzen enthält und deshalb als Medizin eingesetzt wird. Ebenso wie die Kobas ist auch der Sprokiesboom geschützt und trägt zwischen November und Mai Früchte und Blätter.
Vom Gebiet der Farm Eileen im nordöstlichen Teil des Erongogebirges wurden ferner der Wurmrinden- oder Kirschblütenbaum (Albizia anthelmintica), der Korallenbaum
(Erythrina decora), der Zweifarbige Rosinenstrauch (Grewia bicolor), die Hoodia (Hoodia currori), die Bergaloe oder Windhoekaalwyn (Aloe littoralis), die Monteiroi (Euphorbia monteiroi subsp. Brandbergensis), der Kameldornbaum (Vachellia erioloba), die Birkenrindenakazie (Acacia erubescens), die Hakendornakazie (Acacia mellifera subsp. Detines), der Südwester-Lorbeerbaum (Maerua schinzii), der Buschtee (Ocimum canum) und der Schlangeneierbusch (Maerua juncea) beschrieben. Vom Gebiet der Farm Ameib im südlichen Erongo hat Hannah Schreckenbach darüber hinaus die endemische Wiederauferstehungspflanze oder auch „Unerschrockener Zwergriese“ (Chamaegigas intrepidus), verschiedene Lilien wie die Giftlilie (Ammocharis coronica) oder die Kandelaberlilie, das Rote Wüstenveilchen (Sesuvium sesuvioides) und den zu den Burzeldornen gehörenden Morgenstern (Tribulus zeyheri) beschrieben.
Bereits der amtliche Botaniker von Deutsch-Südwestafrika, Kurt Dinter, hatte 1909 einen „prachtvollen Strauch“ bei Ameib am Erongogebirge als den zu den Hundsgiftgewächsen gehörenden Strophanthus amboensis erkannt. Adolf Engler, der führende Pflanzenexperte seiner Zeit, beschrieb die Erongoberge als „ziemlich reich an Gehölzen“ und erwähnte von hier neben den bereits genannten Pflanzen u. a. die Maulbeer-Feige (Ficus damarensis, heute Ficus sycomorus), den Lavendelbusch (Croton gratissimus), die Wildbirne (Dombeya rotundifolia), den Kudubusch (Combretum apiculatum), die Medlar (Vangueria infausta) sowie Acacia caffra (heute Synonym für Senegalia caffra) und Peucedanum araliaceum (heute Synonym für Steganotaenia araliacea).

### Fauna

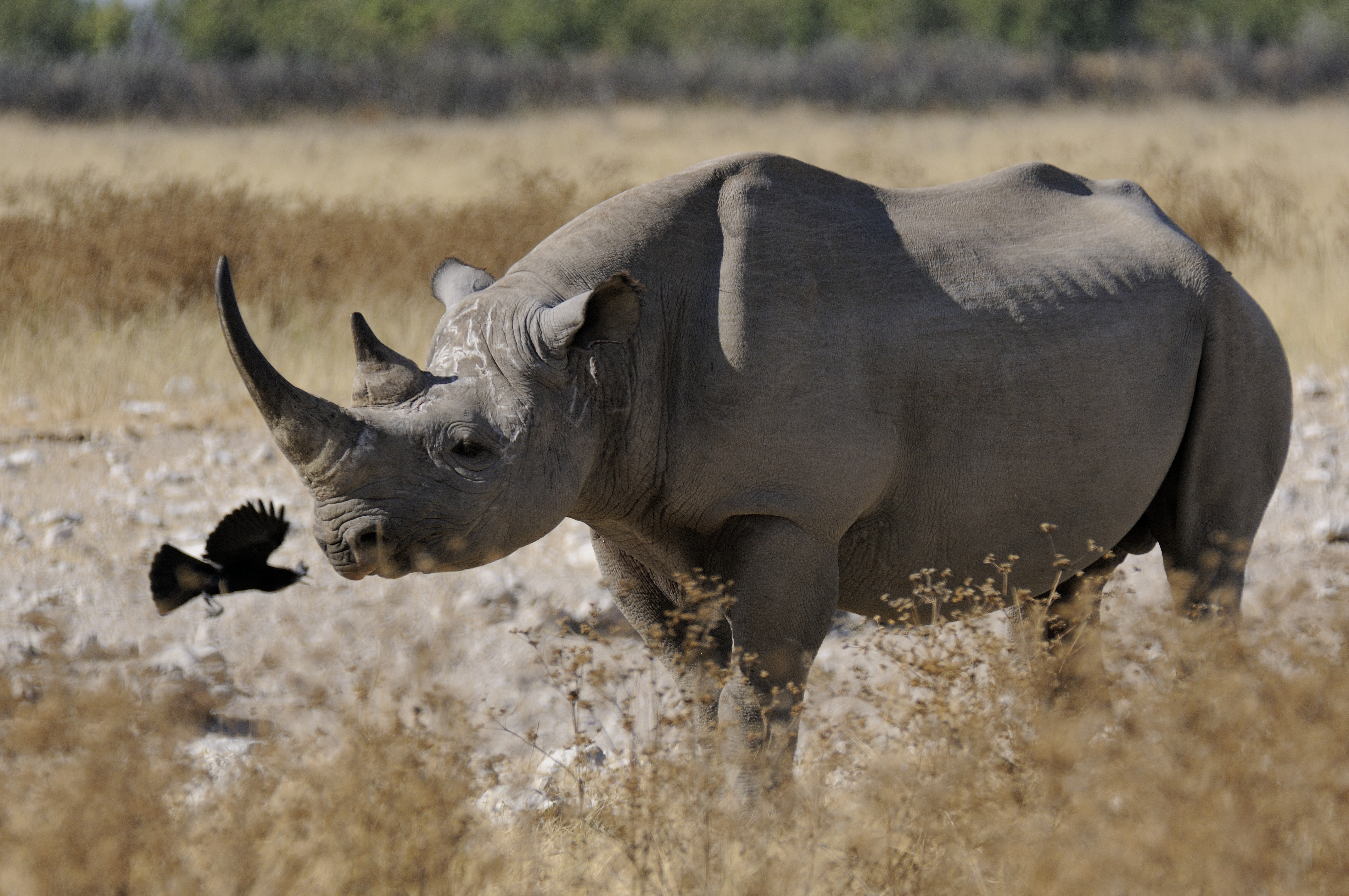
Schwarzes Nashorn in Namibia

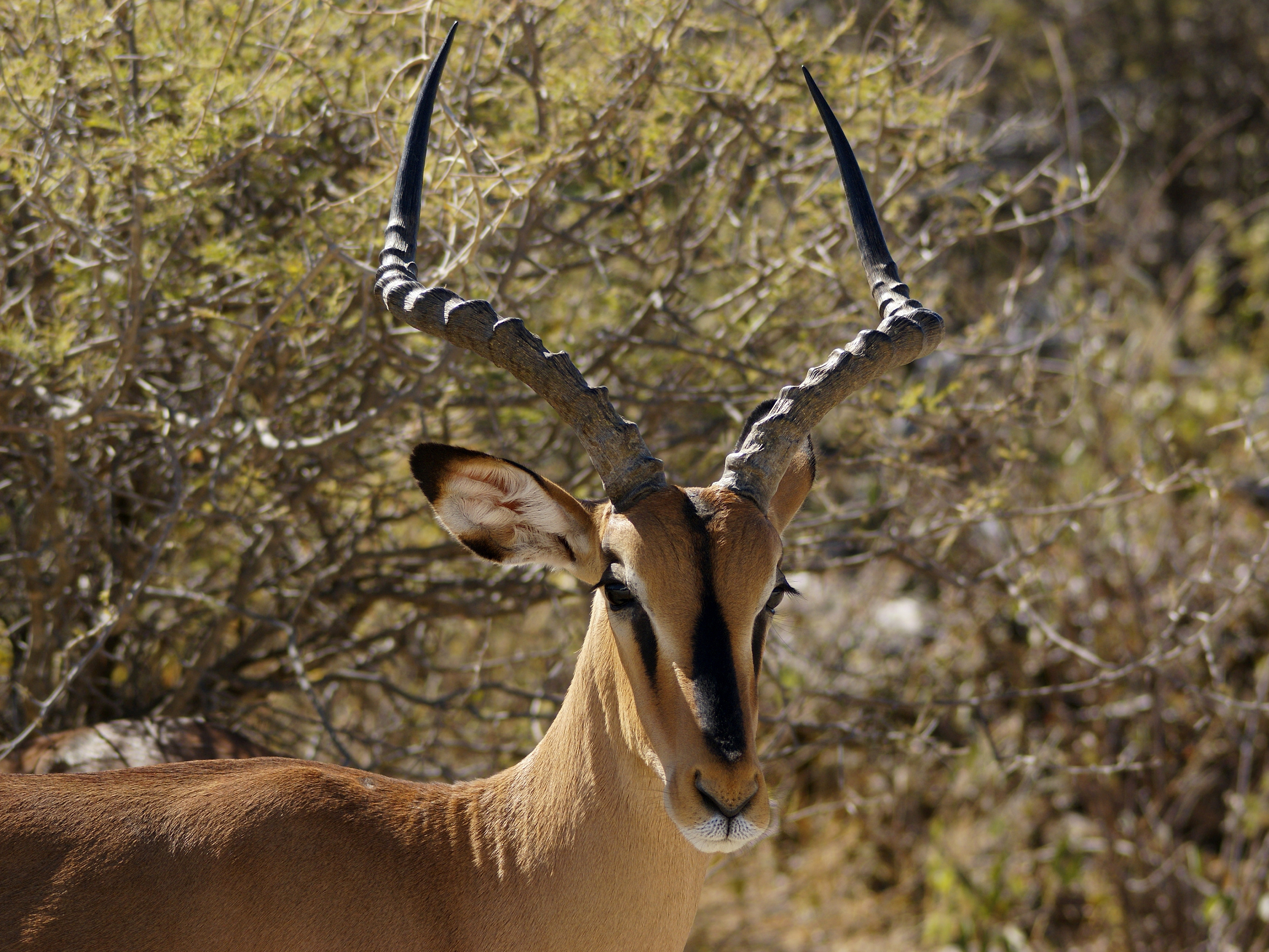
Schwarznasenimpala in Namibia

Aufgrund der von Savanne bis Berglandschaft reichenden Vegetationszonen besteht eine vielfältige Fauna. Besonders erwähnenswert ist das Vorkommen des Spitzmaulnashorns (Diceros bicornis), genauer das einer der beiden in Afrika vertretenen Unterarten, des Diceros bicornis bicornis. Außergewöhnlich ist auch das Vorkommen der Schwarznasenimpala (Aepyceros petersi), einer mittelgroßen Herdenantilope, deren Vorkommen sich auf Nordwest-Namibia und Südwest-Angola beschränkt. Sie konnte dank der Bemühungen des „Erongo Mountain Rhino Sanctuary“ wiedereingebürgert werden, wodurch heute im Erongogebirge die größte freilebende Population dieser Impala-Art außerhalb des Etosha-Nationalparks zu finden ist.
Seit dem Jahre 2006 wandern Afrikanische Elefanten aus dem benachbarten Damaraland in das Erongogebiet. Nachdem zunächst einzelne oder Gruppen von Bullen im Erongo gesichtet wurden, hat sich mittlerweile im Nordwesten des Gebietes eine kleine Herde etabliert. Gute Bestände sind im Erongo für das endemische Hartmann’s Bergzebra (Equus zebra hartmannae) zu verzeichnen. Die genügsamen Tiere stehen meist in kleinen Familienverbänden von bis zu acht Tieren an den schroffen Hängen oder auf felsigen Kuppen und ziehen am Abend zum Äsen in die Täler hinab. Der winzige Damara Dik-Dik, eine endemische Antilopenart, hält sich überwiegend im dichtesten Unterholz der Galeriewälder entlang der Riviere oder in Dornbuschdickichten auf.
Weit verbreitet sind Sambesi-Großkudu und Spießbock, ferner kommen auch Eland, Leopard, Warzenschwein und Kalahari-Springbock vor. Das felsige Gebirge ist idealer Lebensraum für Angola-Klippspringer und entlang der Riviere und in den Tälern lassen sich auch Steinböckchen und Kronenducker beobachten. Während die Elenantilope nur im üppigeren Nordosten des Bereiches auftritt, sind Giraffen in sehr guten Beständen auch im kargeren Süden und Westen des Erongogebirges und seiner Vorländer anzutreffen. Paviane, die in größeren Gruppen auch die Galeriewälder entlang der Riviere besiedeln können, sind aufgrund ihrer morgendlichen Kommunikation oft früher zu hören als zu sehen. Des Weiteren wird das Auftreten von Erdwolf, Gepard, Schabrackenhyäne und Weißschwanzgnu genannt. Auch ein Blick auf die kleineren Säuger lohnt. Eine Besonderheit ist die neugierige Schwarze Manguste (Galerella nigrata), eine endemische Unterart des Rotichneumons, die in sehr hohen Zahlen in den Granitbereichen des Erongo vorkommt. Weiterhin kommen auch Kaokoveld-Schlankmanguste (Galerella flavescens), Erdhörnchen, Wildkatzen, Luchse und Ginsterkatzen vor. Auch der seltene Kapfuchs (Vulpes chama) und Löffelhunde sind hier anzutreffen.
Nicht zuletzt gibt es im Erongogebirge eine sehr reiche Vogelwelt mit zum Beispiel dem Afrikanischen Strauß, dem Grauen Lärmvogel (Corythaixoides concolor), dem Namibschnäpper (Namibornis herero) und verschiedenen Webervögeln wie z. B. dem Maskenweber (Ploceus velatus). Zu den hier vorkommenden sieben endemischen Vogelarten zählen u. a. der Hartlaubfrankolin (Francolinus hartlaubi), der Drosselwürger (Lanioturdus torquatus), der Monteiro-Toko (Tockus monteiri) oder der Damara-Felsenspringer (Achaetops pycnopygius). Andererseits sind im Erongo saisonbedingt eine Reihe von interessanten Zug- und Wasservögeln zu beobachten, so wie im Januar 2006 auf der Farm Ameib der Abdimstorch (Ciconia abdimii). Daneben existiert eine Vielzahl von Reptilienarten, wie zum Beispiel die Felsagame (Agama atra), der Python oder die Afrikanische Speikobra sowie weiteren Agamen, Echte Eidechsen, Geckos, Skorpionen, Spinnen und Käfern.

### Erongo Mountain Rhino Sanctuary Trust
Der Vorläufer des „Erongo Mountain Rhino Sanctuary Trust“ of Namibia war die 2000 gegründete „Erongo Mountain Nature Conservancy“, deren Hauptziel in der Wiederansiedelung des Spitzmaulnashorns bestand. 1972 war das letzte Spitzmaulnashorn aus Angst vor Wilddieben eingefangen und in einen Nationalpark verlegt worden.
Mit der Gründung der Erongo Mountain Nature Conservancy sollte ein den Regierungsvorgaben entsprechender Bereich geschaffen werden, der die Wiederansiedlung auf privatem Farmland ermöglichte – ein Verfahren, mit dem die namibische Regierung bereits andernorts Erfolge verzeichnen konnte. Um sich von den zahlreichen anderen Conservancies abzusetzen – in erster Linie aber, um die Nachhaltigkeit des Naturschutzes zu gewährleisten –, entschieden sich die betreffenden Farmbesitzer, weiter zu gehen und gründeten 2009 den Erongo Mountain Rhino Sanctuary Trust of Namibia.
Der entscheidende Unterschied war nun, dass der Beitritt eines Farmbesitzers zwangsläufig mit einer Grundbuchänderung einhergeht. Der Boden wird unwiderruflich dem Trustgebiet hinzugefügt. So wird die Nachhaltigkeit unabhängig von Besitzer- oder Generationenwechsel gewährleistet. 2013 wurde zur finanziellen Unterstützung der wohltätige Verein Erongo Mountain Rhino Sanctuary Trust of Namibia e. V. mit Hauptsitz in Bielefeld gegründet.
Der Erongo Mountain Rhino Sanctuary Trust of Namibia formuliert seine Zielsetzung klar in seiner Satzung von 2009.
Den ethischen Lehren des Naturschutzes folgend soll ein privates Naturschutzgebiet geschaffen werden, durch das langfristig Natur- und Artenschutz gewährleisten werden können. Entscheidend ist dies für eines der primären Ziele des Trusts: Die Erlaubnis zur Ansiedlung und langfristigen Beherbergung der gefährdeten Spitzmaulnashörner durch das Ministerium für Umwelt und Tourismus Namibias.
Um das Wild seine natürlichen Wege gehen zu lassen, soll die Entfernung aller Zäune vorangetrieben werden. Endemische Spezien sollen wieder angesiedelt sowie gefährdete Arten erhalten und vermehrt werden, sodass ein stabiler Bestand gesichert ist und die Umsiedlung in andere Gebiete folgen kann.
Das Erongogebirge soll in seiner besonderen Geomorphologie bewahrt und zu edukativen, wissenschaftlichen und touristischen Zwecken genutzt werden. Hierbei gilt es, jegliche Nutzung, die dem eigentlichen Zweck des Gebiets abträglich ist, zu unterbinden sowie gebietsfremdes Tier- und Pflanzenleben aus dem Gebiet zu entfernen.
Weiterhin werden als Beitrag zum Aufschwung Namibias langfristige Arbeitsplätze für die lokale Bevölkerung geschaffen. Aus dieser Zusammenarbeit soll ein optimal ausgelasteter, kosteneffektiver und funktionstüchtiger Naturschutzbetrieb entstehen, der frei von Korruption und Missbrauch und mit Disziplin zu verwalten ist. Unter Berücksichtigung der Ethik des Naturschutzes ist es die Aufgabe der Farmeigentümer, durch entsprechende Bejagung einen Überschuss der Tierwelt zu verhindern.
Alle oben genannten Grundsätze sollen im Ganzen zu einer Förderung des Naturschutzes in Namibia und den restlichen Regionen des südlichen Afrikas beitragen, nationales und internationales Interesse wecken sowie Verantwortung aufzeigen und zur Umsetzung dieser ermutigen.

## Wirtschaft

### Landwirtschaft und Tourismus
Von der über einhundert Jahre praktizierten Viehwirtschaft ist auf den Farmen im Erongogebirge nicht mehr viel zu sehen. So wurde z. B. auf der Farm Ameib 60 die Rinderhaltung zu Beginn der 1990er Jahre aufgegeben. Viele Farmen werden heute als Gästefarmen (Lodge) oder als Jagdfarmen betrieben, die einen wichtigen Beitrag zum Tourismus bieten. Heute ist das Erongogebirge vor allem für die grandiose Natur bekannt, die bei der Verwitterung des Erongo-Granits entsteht und zu den berühmten Felsenburgen- und Monumentlandschaften (z. B. Bull's Party und Elefantenkopf-Formation) führte. Insbesondere auf dem Gebiet der Farmen Omandumba West und Anibib sowie auf dem Gebiet der Farmen Ameib und Nieuwoudt existieren Möglichkeiten zum Wandern und Felsklettern.

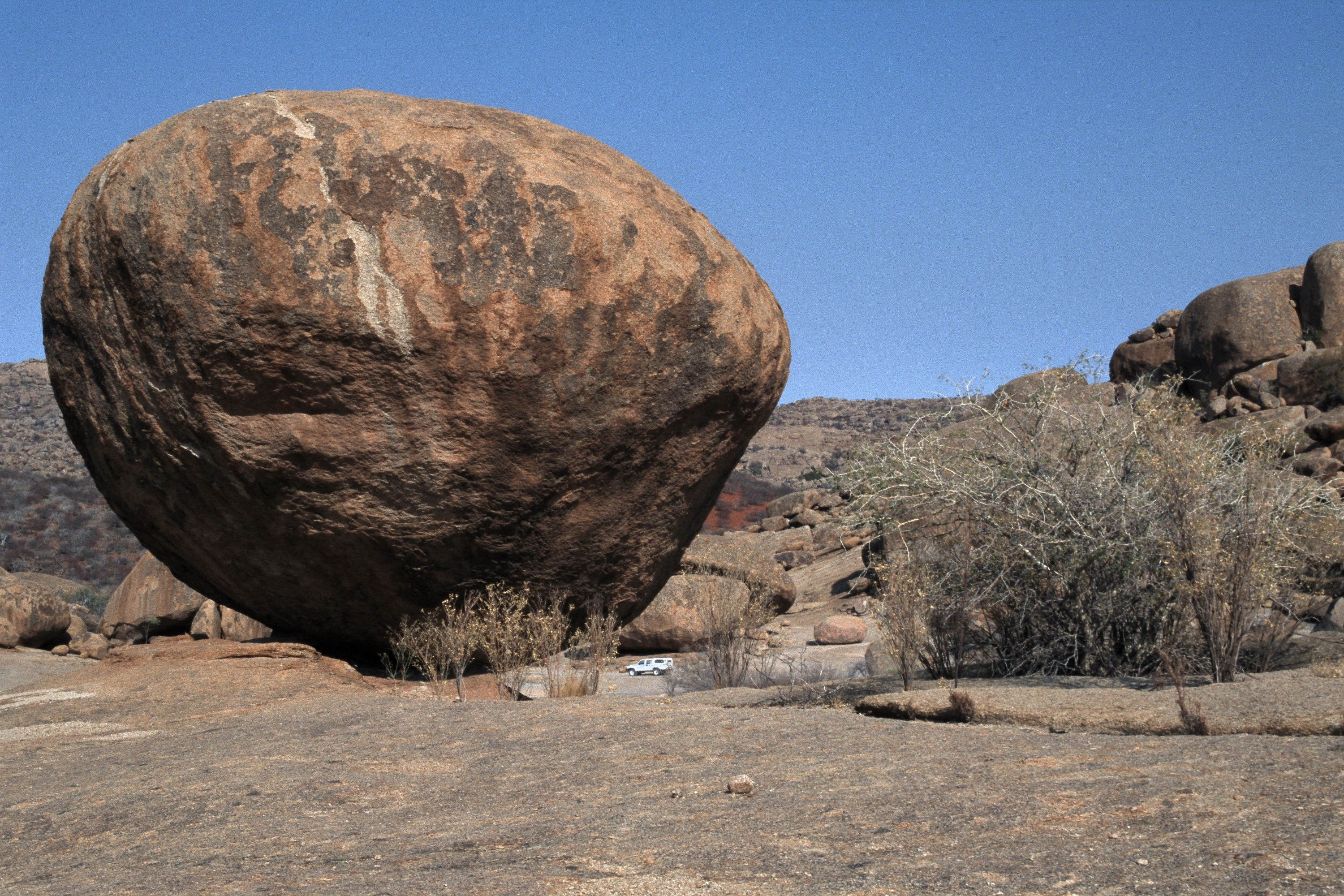
Bull's Party auf Farm Ameib
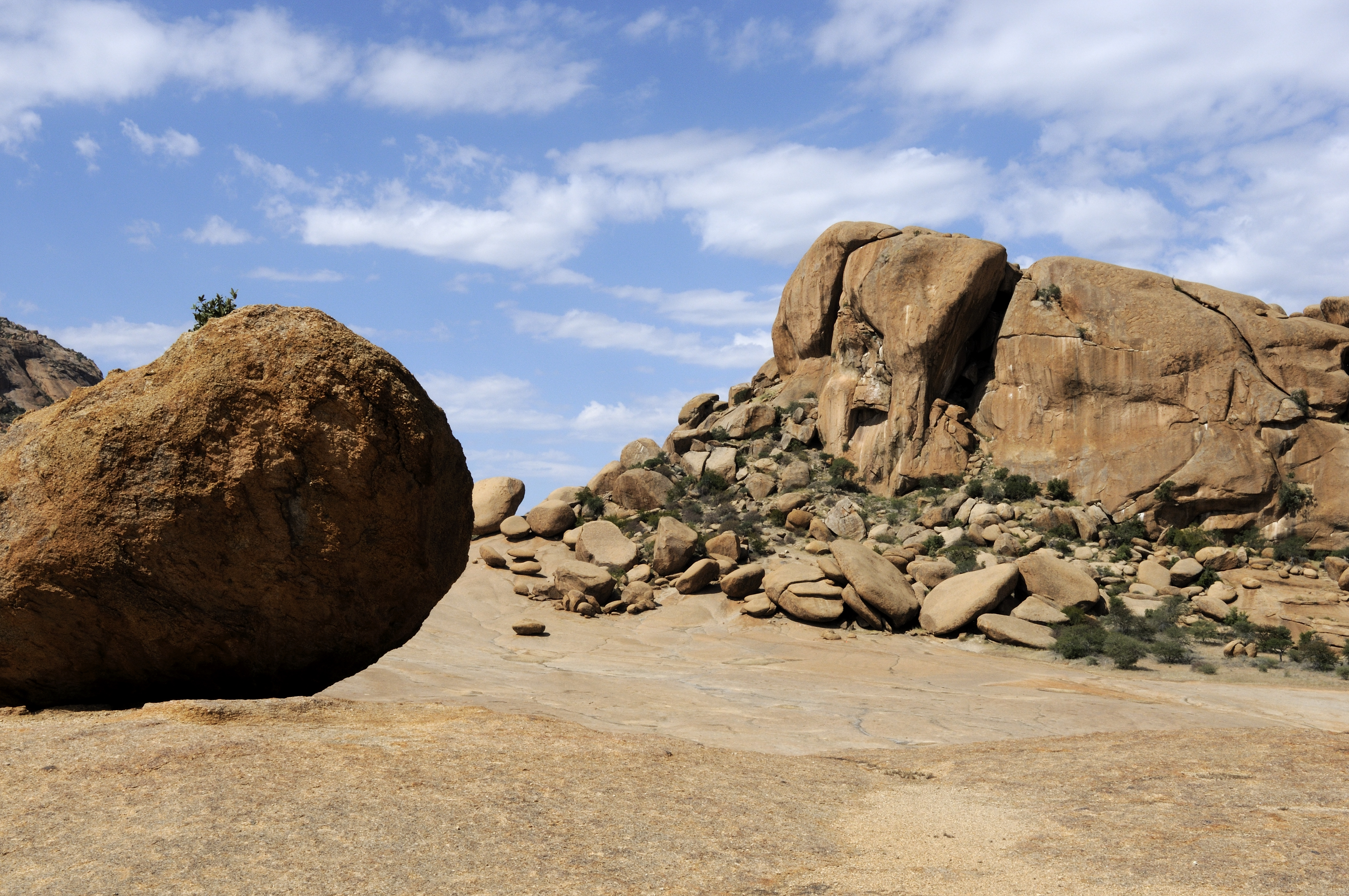
Elephant Head auf Farm Ameib

Anfang der 1990er Jahre hat Hubert Herzog auf der Farm Otjompaue-West bei Omaruru am Erongo die erste kommerzielle Abfüllanlage für Mineralwasser errichtet, die nach wie vor große Teile des namibischen Marktes mit Mineralwasser, welches auch die Kriterien der deutschen Mineral- und Tafelwasserverordnung erfüllt, versorgt. Obwohl Namibia aufgrund der klimatischen Extrembedingungen zu den kleinsten Weinbaugebieten der Erde zählt, trägt das Weinbaugebiet von Omaruru, welches das älteste Anbaugebiet Namibias und Heimat der ersten Kellerei des Landes darstellt, in bedeutendem Maße zum Weinbau in Namibia bei.

### Bergbau
Ab dem Jahre 1910, als die Zinnerzlagerstätten auf der Farm Ameib entdeckt wurden, hat man in der Umgebung des Erongogebirges Bergbau auf seltene Metalle wie Zinn, Wolfram, Lithium, Niob und Tantal betrieben und in Pegmatitlagerstätten Kassiterit und/oder Ferrotantalit, Amblygonit und Lepidolith gefördert. Zu diesen Lagerstätten gehören die Pegmatite Sidney, Borna und Carsie sowie die Davib Mine auf dem Farmgebiet Davib Ost 61; die Ameib-Pegmatite auf Ameib 60, der Drews-Pegmatit auf Kudubis 19, der Brabant-Pegmatit auf Brabant 68 sowie Pietershill, die Elliot-Claims, Schimanskis Claims und Wendroths Workings auf Erongurus 166. Die Förderung der Zinnerze hielt auf den genannten Pegmatiten bis in die 1930er Jahre an. Im April 1939 wurden jedoch alle Aktivitäten gestundet. Die Wolframerzförderung der „Krantzberg Tungsten Mine“ am Krantzberg bei Omaruru, die zu den bedeutendsten Wolframerzeugern des südlichen Afrikas zählte, ruht seit 1980.

Erzminerale
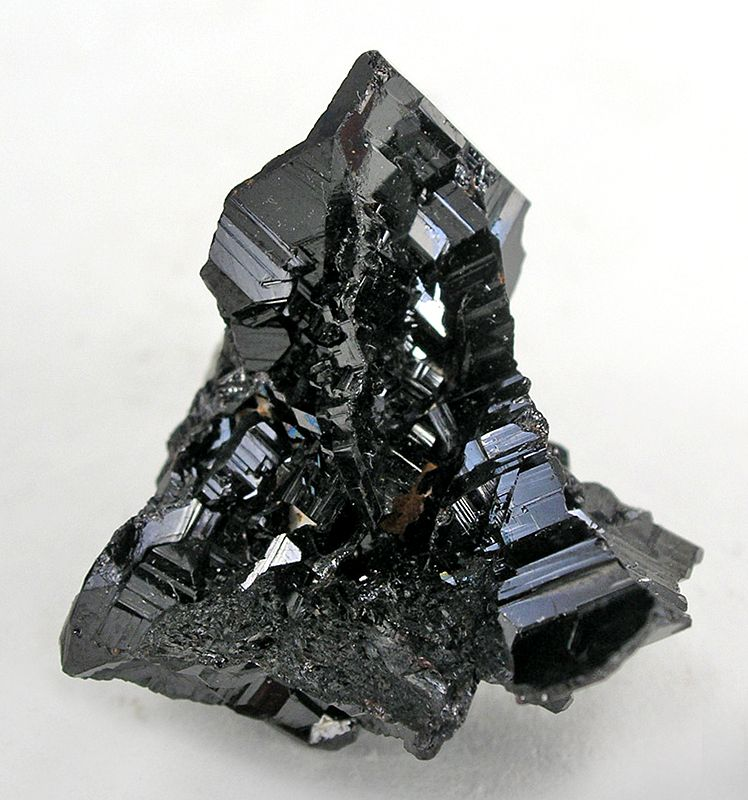
Kassiterit (Zinnstein)
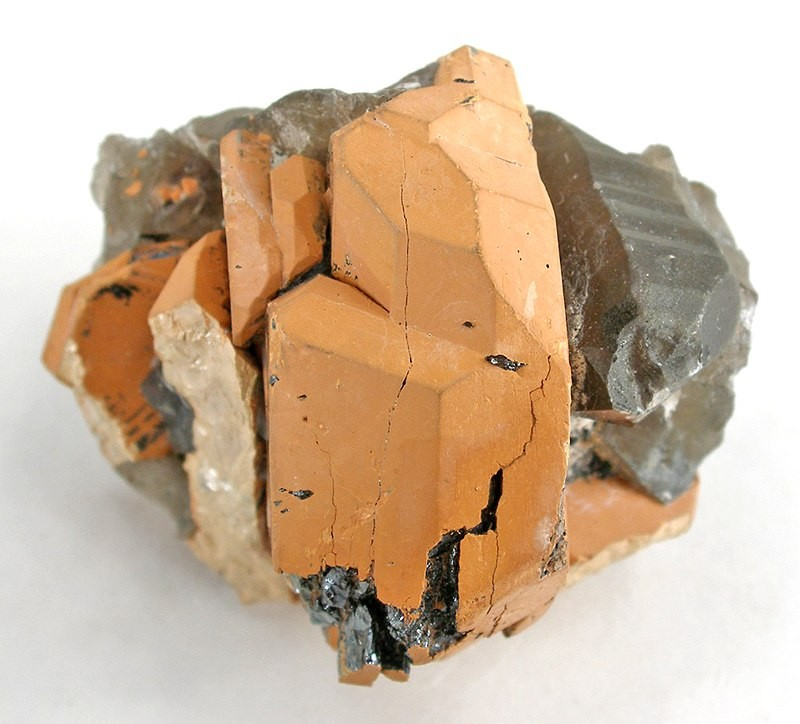
Ilmenit (Titaneisen)
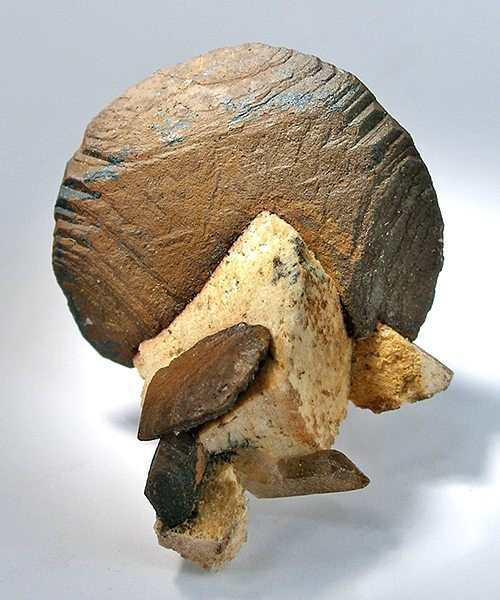
Siderit (Eisenspat)
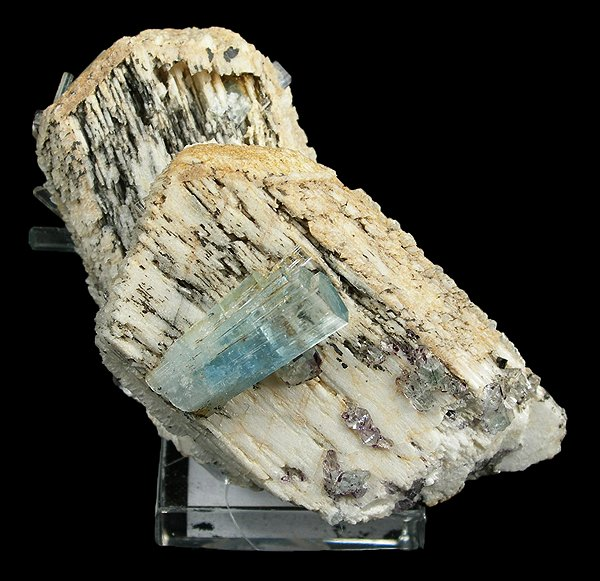
Beryll auf Kalifeldspat

Seit dem Frühjahr 1999, als in Miarolen im Erongo-Granit erstmals Stufen mit gut kristallisiertem Schörl und Topas gefunden wurden, findet durch sogenannte Small-scale Miner ein Kleinbergbau auf Mineralstufen für den Sammlermarkt statt. Die bekanntesten Minerale aus den Miarolen im Erongo-Granit sind Beryll in den Varietäten Aquamarin und Goshenit, Schörl, Kalifeldspat, Quarz und dessen Varietät Rauchquarz, Muskovit, Fluorit, Hydroxylherderit, Topas, Kassiterit und Jeremejewit. Bei diesem artisanalen Bergbau, wo bergmännische Arbeiten nur manuell getätigt werden, sind aufgrund der niedrigen Sicherheitsstandards in den rivalisierenden Kleinbetrieben Unfälle mit zum Teil tödlichem Ausgang nicht selten.

Schmuckminerale und Sammlerstufen
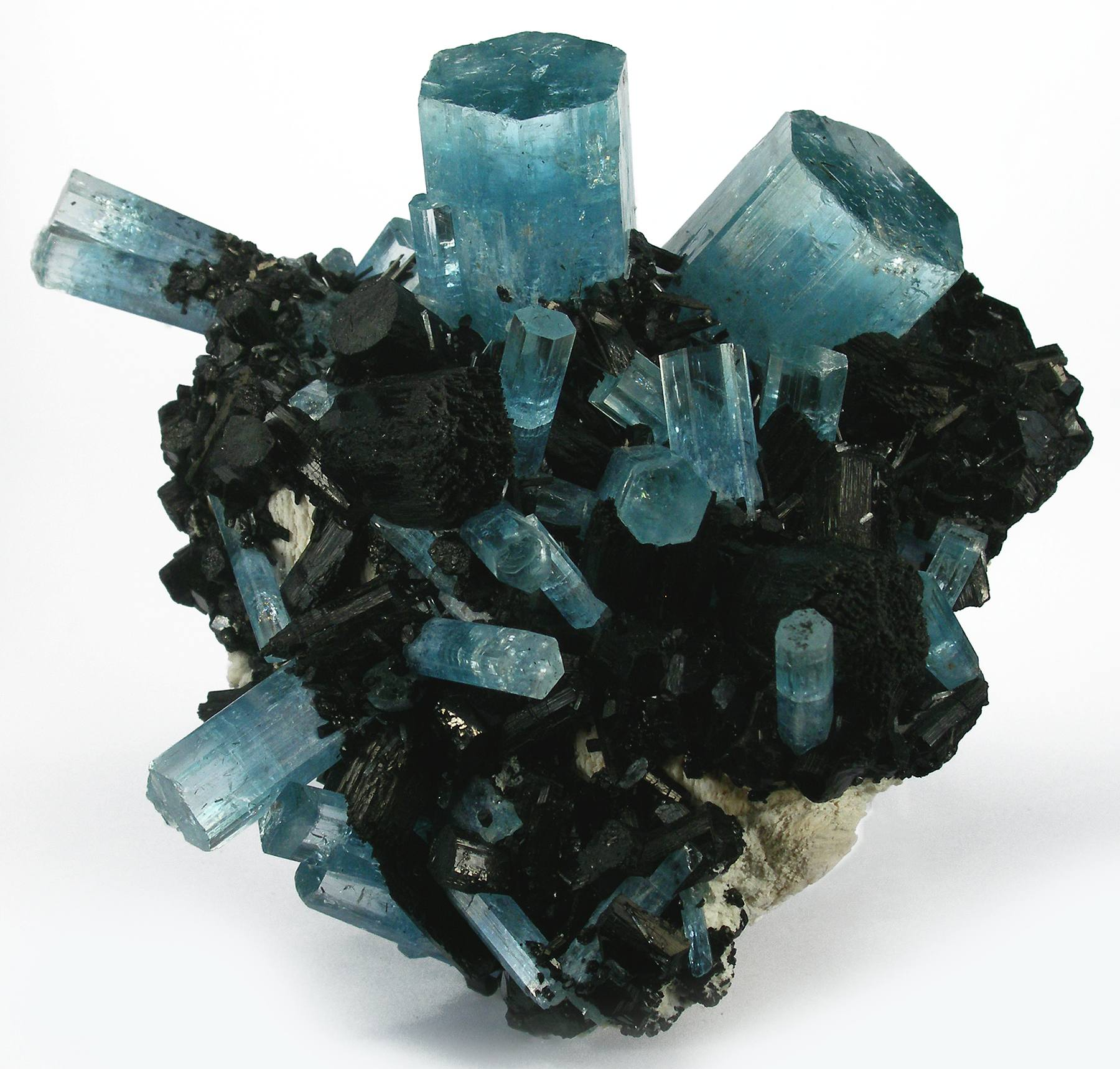
Aquamarin (blau) und Schörl (schwarz)
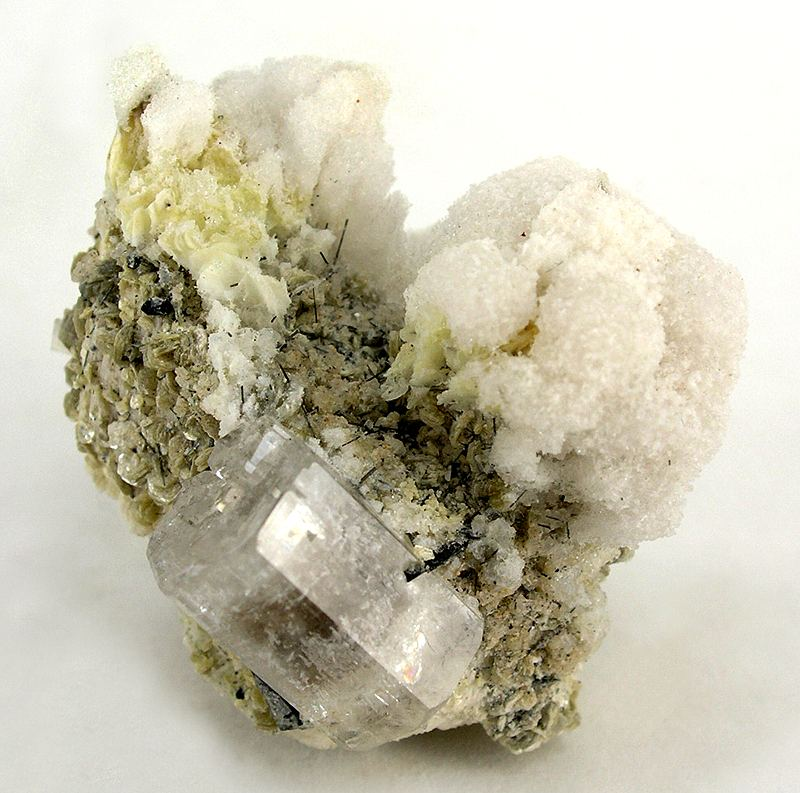
Farbloser Beryll (Goshenit) mit Hyalit (gemeiner Opal, weiß)
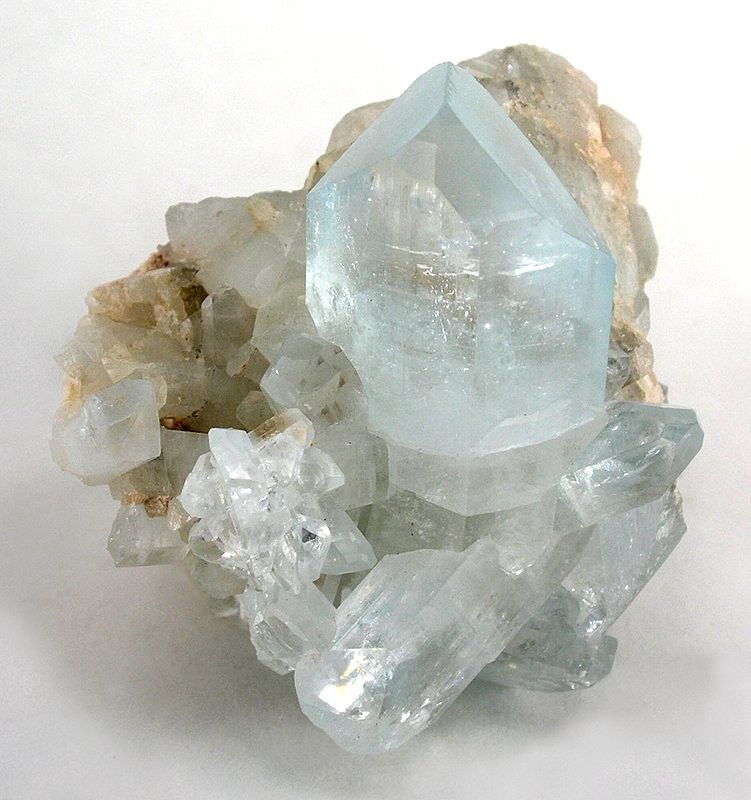
Topas
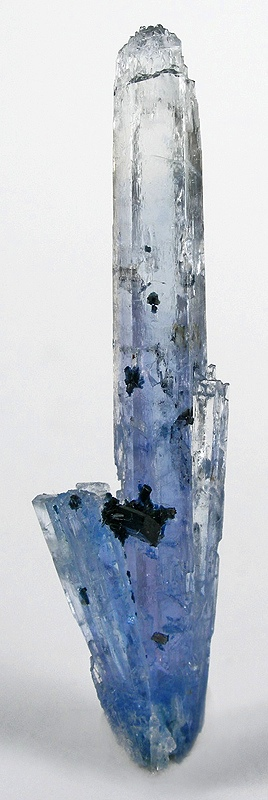
Jeremejewit
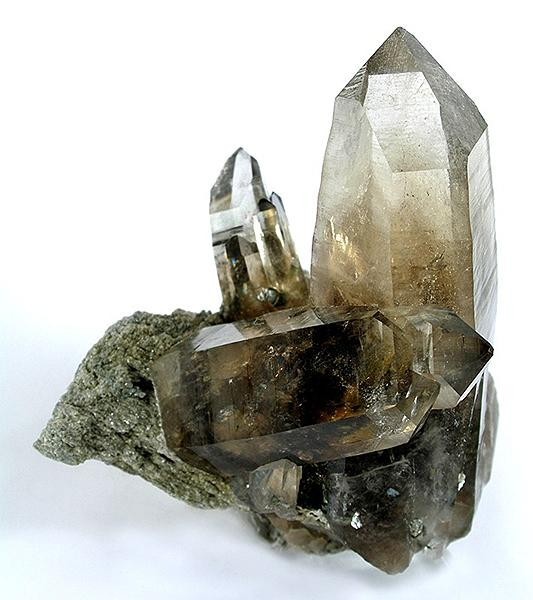
Quarz und Rauchquarz
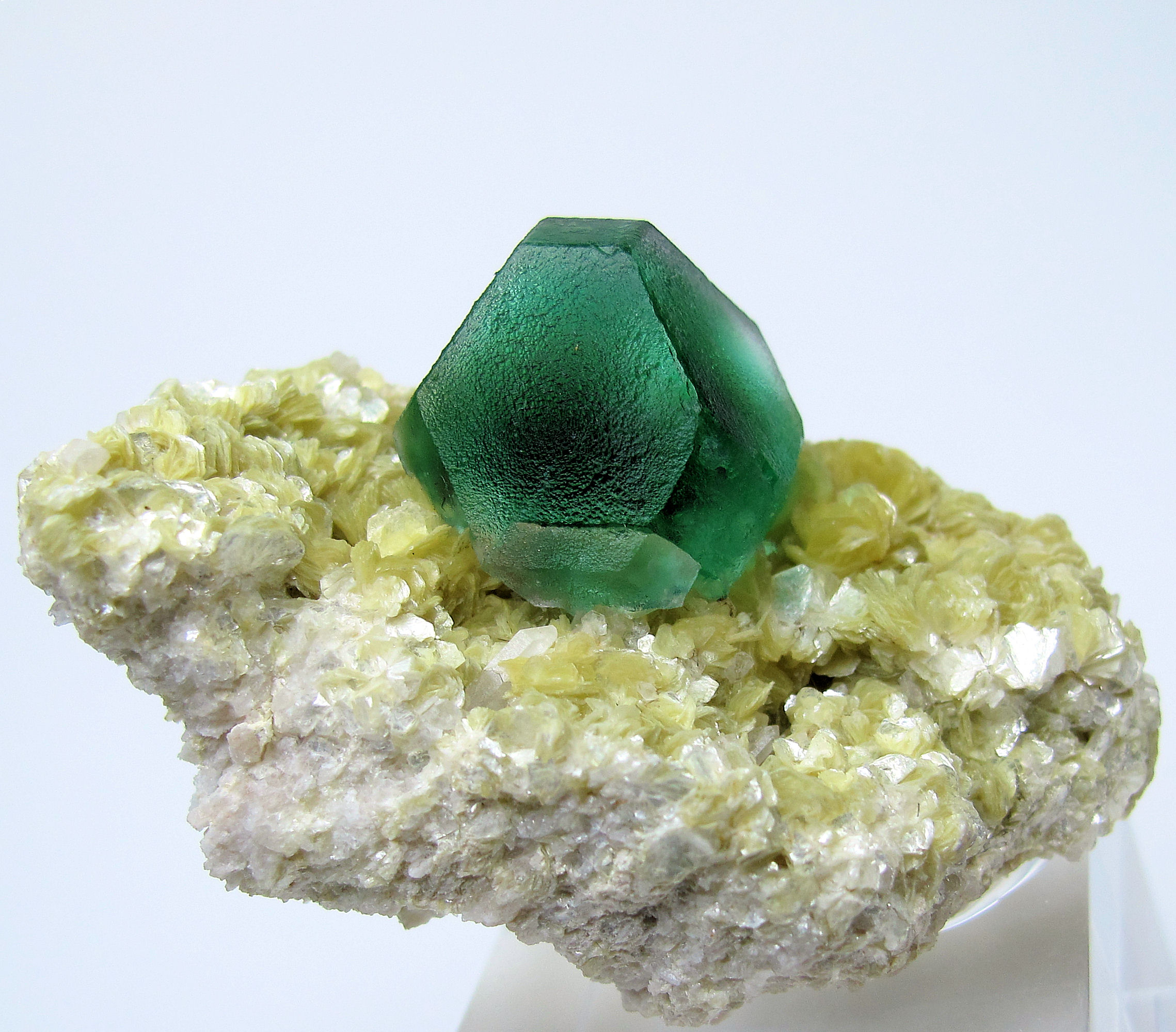
Mit Fluorit (grün) auf Glimmer
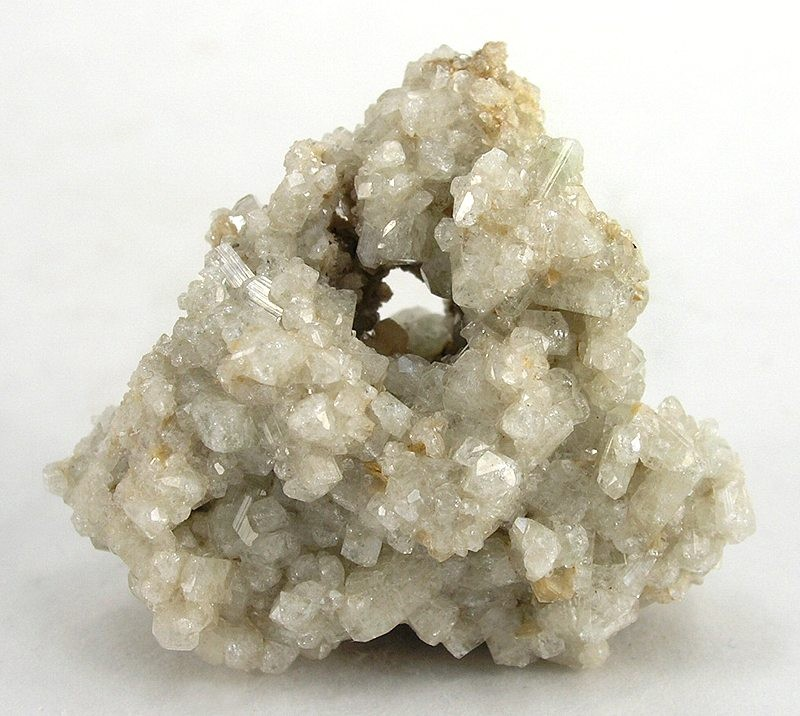
Hydroxylherderit
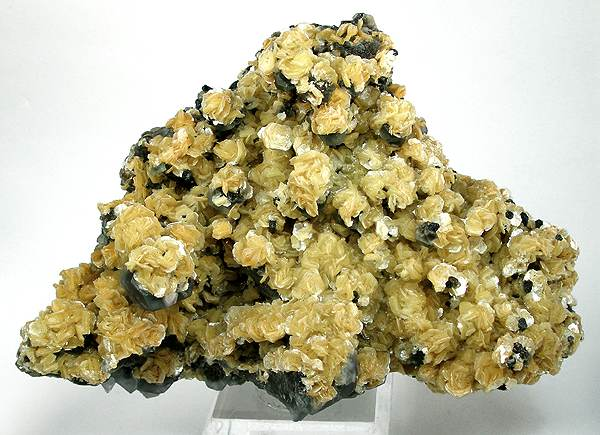
Muskovit